# Élections municipales de 2014 dans le Var
Les élections municipales dans le Var se sont déroulées les 23 et 30 mars 2014.

## Maires sortants et maires élus
Le scrutin est marqué par quelques changements plus ou moins notables. La gauche perd Carcès, Le Pradet, Puget-Ville et Le Val, revers aggravé par la perte de Brignoles par le Parti Communiste. Le Front national effectue une percée dans le département avec les gains de Cogolin, Fréjus et Le Luc. La droite, majoritaire, trébuche à Montauroux face à un candidat sans étiquette, mais compense avec le gain de Tourves. Les centristes prennent Bandol et se maintiennent à Sanary-sur-Mer.
| Commune                       | Population | Maire sortant           | Parti | Parti | Maire élu                   | Parti | Parti |
| ----------------------------- | ---------- | ----------------------- | ----- | ----- | --------------------------- | ----- | ----- |
| Les Arcs                      | 6 743      | Alain Parlanti          |       | MRC   | Alain Parlanti              |       | MRC   |
| Bandol                        | 7 663      | Christian Palix         |       | UMP   | Jean-Paul Joseph            |       | UDI   |
| Barjols                       | 3 069      | Daniel Nironi           |       | DVG   | Daniel Nironi               |       | DVG   |
| Le Beausset                   | 9 092      | Jean-Claude Richard     |       | DVD   | Georges Ferrero             |       | DVD   |
| Bormes-les-Mimosas            | 7 548      | Albert Vatinet          |       | DVD   | François Arizzi             |       | DVD   |
| Brignoles                     | 16 171     | Claude Gilardo          |       | PCF   | Josette Pons                |       | UMP   |
| La Cadière-d'Azur             | 5 410      | René Jourdan            |       | PCF   | René Jourdan                |       | PCF   |
| Callian                       | 3 287      | François Cavallier      |       | UMP   | François Cavallier          |       | UMP   |
| Le Cannet-des-Maures          | 4 128      | Jean-Luc Longour        |       | UDI   | Jean-Luc Longour            |       | UDI   |
| Carcès                        | 3 360      | Jean-Louis Aléna        |       | PS    | Patrick Genre               |       | UMP   |
| Carnoules                     | 3 313      | Henri Ceze              |       | PCF   | Christian David             |       | PCF   |
| Carqueiranne                  | 9 894      | Marc Giraud             |       | UMP   | Marc Giraud                 |       | UMP   |
| Le Castellet                  | 4 022      | Gabriel Tambon          |       | DVD   | Gabriel Tambon              |       | DVD   |
| Cavalaire-sur-Mer             | 6 975      | Annick Napoléon         |       | UMP   | Philippe Leonelli           |       | DVD   |
| Cogolin                       | 11 119     | Jacques Sénéquier       |       | UMP   | Marc-Étienne Lansade        |       | FN    |
| La Crau                       | 16 855     | Christian Simon         |       | UMP   | Christian Simon             |       | UMP   |
| La Croix-Valmer               | 3 498      | François Gimmig         |       | DVD   | Bernard Jobert              |       | DVD   |
| Cuers                         | 10 333     | Gilbert Perugini        |       | UMP   | Gilbert Perugini            |       | UMP   |
| Draguignan                    | 37 501     | Max Piselli             |       | UMP   | Richard Strambio            |       | DVD   |
| La Farlède                    | 8 591      | Raymond Abrines         |       | UMP   | Raymond Abrines             |       | UMP   |
| Fayence                       | 5 285      | Jean-Luc Fabre          |       | UMP   | Jean-Luc Fabre              |       | UMP   |
| Flassans-sur-Issole           | 3 132      | Bernard Fournier        |       | UMP   | Bernard Fournier            |       | UMP   |
| Flayosc                       | 4 393      | Xavier Guerrini         |       | PRV   | Fabien Matras               |       | DVD   |
| Fréjus                        | 52 344     | Élie Brun               |       | UMP   | David Rachline              |       | FN    |
| La Garde                      | 25 613     | Jean-Louis Masson       |       | UMP   | Jean-Louis Masson           |       | UMP   |
| Garéoult                      | 5 549      | Gérard Fabre            |       | UMP   | Gérard Fabre                |       | UMP   |
| Gonfaron                      | 4 215      | Yves Orengo             |       | UMP   | Thierry Bongiorno           |       | UMP   |
| Grimaud                       | 4 106      | Alain Benedetto         |       | UMP   | Alain Benedetto             |       | UMP   |
| Hyères                        | 54 527     | Jacques Politi          |       | DVD   | Jean-Pierre Giran           |       | UMP   |
| Le Lavandou                   | 5 356      | Gil Bernardi            |       | UMP   | Gil Bernardi                |       | UMP   |
| La Londe-les-Maures           | 9 918      | François de Canson      |       | UMP   | François de Canson          |       | UMP   |
| Le Muy                        | 9 189      | Liliane Boyer           |       | UMP   | Liliane Boyer               |       | UMP   |
| Lorgues                       | 9 004      | Claude Alemagna         |       | UMP   | Claude Alemagna             |       | UMP   |
| Le Luc                        | 9 532      | André Raufast           |       | PS    | Philippe de la Grange       |       | FN    |
| Montauroux                    | 5 916      | Jean-Pierre Bottero     |       | UMP   | Jean-Yves Huet              |       | SE    |
| Nans-les-Pins                 | 4 141      | Pierrette Lopez         |       | DVD   | Pierrette Lopez             |       | DVD   |
| Ollioules                     | 13 023     | Robert Beneventi        |       | UMP   | Robert Beneventi            |       | UMP   |
| Pierrefeu-du-Var              | 5 707      | Patrick Martinelli      |       | DVG   | Patrick Martinelli          |       | DVG   |
| Pignans                       | 3 476      | Robert Michel           |       | UMP   | Robert Michel               |       | UMP   |
| Pourrières                    | 4 493      | Sébastien Bourlin       |       | DVD   | Sébastien Bourlin           |       | DVD   |
| Le Pradet                     | 11 401     | Bernard Pezery          |       | DVG   | Hervé Stassinos             |       | UMP   |
| Puget-sur-Argens              | 6 630      | Paul Boudoube           |       | DVD   | Paul Boudoube               |       | DVD   |
| Puget-Ville                   | 3 878      | Max Bastide             |       | DVG   | Catherine Altare            |       | DVD   |
| Le Revest-les-Eaux            | 3 644      | Ange Musso              |       | DVD   | Ange Musso                  |       | DVD   |
| Rians                         | 4 253      | Yves Mancer             |       | DVD   | Yves Mancer                 |       | DVD   |
| Rocbaron                      | 3 735      | Jean-Claude Félix       |       | DVD   | Jean-Claude Félix           |       | DVD   |
| Roquebrune-sur-Argens         | 12 308     | Luc Jousse              |       | UMP   | Luc Jousse                  |       | UMP   |
| Saint-Cyr-sur-Mer             | 11 769     | Philippe Barthélemy     |       | UMP   | Philippe Barthélemy         |       | UMP   |
| Saint-Mandrier-sur-Mer        | 5 708      | Gilles Vincent          |       | UMP   | Gilles Vincent              |       | UMP   |
| Saint-Maximin-la-Sainte-Baume | 14 587     | Alain Penal             |       | UMP   | Christine Lanfranchi-Dorgal |       | UMP   |
| Saint-Raphaël                 | 33 624     | Georges Ginesta         |       | UMP   | Georges Ginesta             |       | UMP   |
| Saint-Tropez                  | 4 499      | Jean-Pierre Tuveri      |       | DVD   | Jean-Pierre Tuveri          |       | DVD   |
| Saint-Zacharie                | 4 972      | Pierre Coulomb          |       | DVG   | Pierre Coulomb              |       | DVG   |
| Sainte-Maxime                 | 13 337     | Vincent Morisse         |       | DVD   | Vincent Morisse             |       | DVD   |
| Salernes                      | 3 723      | Nicole Fanelli-Emphoux  |       | DVG   | Nicole Fanelli-Emphoux      |       | DVG   |
| Sanary-sur-Mer                | 15 844     | Ferdinand Bernhard      |       | MoDem | Ferdinand Bernhard          |       | MoDem |
| La Seyne-sur-Mer              | 62 640     | Marc Vuillemot          |       | PS    | Marc Vuillemot              |       | PS    |
| Six-Fours-les-Plages          | 34 275     | Jean-Sébastien Vialatte |       | UMP   | Jean-Sébastien Vialatte     |       | UMP   |
| Solliès-Pont                  | 11 568     | André Garron            |       | DVD   | André Garron                |       | DVD   |
| Solliès-Toucas                | 5 251      | Guy Menut               |       | PS    | François Amat               |       | PS    |
| Toulon                        | 163 974    | Hubert Falco            |       | UMP   | Hubert Falco                |       | UMP   |
| Tourves                       | 4 879      | Paul Castellan          |       | SE    | Jean-Michel Constans        |       | DVD   |
| Trans-en-Provence             | 5 546      | Jacques Lecointe        |       | UMP   | Jacques Lecointe            |       | UMP   |
| Le Val                        | 4 191      | Michèle Roattino        |       | DVG   | Bernard Saulnier            |       | SE    |
| La Valette-du-Var             | 20 851     | Christiane Hummel       |       | UMP   | Christiane Hummel           |       | UMP   |
| Vidauban                      | 10 608     | Claude Pianetti         |       | UMP   | Claude Pianetti             |       | UMP   |
| Vinon-sur-Verdon              | 4 200      | Claude Cheilan          |       | SE    | Claude Cheilan              |       | SE    |

### Résultats en nombre de maires
| Partis               | Partis                            | Maires sortants | Maires élus | Évolution     |
| -------------------- | --------------------------------- | --------------- | ----------- | ------------- |
|                      | Union pour un mouvement populaire | 33              | 32          | 1             |
|                      | Divers droite                     | 14              | 19          | 5             |
|                      | UDI                               | 1               | 1           | en stagnation |
| Total droite         | Total droite                      | 48              | 51          | 3             |
|                      | Divers gauche                     | 6               | 5           | 1             |
|                      | Parti socialiste                  | 4               | 2           | 2             |
|                      | PCF                               | 3               | 2           | 1             |
|                      | MRC                               | 1               | 1           | en stagnation |
| Total gauche         | Total gauche                      | 14              | 10          | 4             |
|                      | FN                                | 0               | 3           | 3             |
| Total extrême droite | Total extrême droite              | 0               | 3           | 3             |
|                      | MODEM                             | 1               | 1           | en stagnation |
|                      | PRV                               | 1               | 0           | 1             |
| Total centre         | Total centre                      | 2               | 1           | 1             |
|                      | SE                                | 2               | 1           | 1             |
|                      | Inconnue                          | 1               | 0           | 1             |
| Total Sans étiquette | Total Sans étiquette              | 3               | 1           | 2             |
| Total                | Total                             | 67              | 67          | -             |

## Résultats dans les communes de plus de3 000 habitants

### Les Arcs
- Maire sortant : Alain Parlanti (MRC)
- 29 sièges à pourvoir au conseil municipal (population légale 2011 : 6 743 habitants)
- 4 sièges à pourvoir au conseil communautaire (CA Dracénie Provence Verdon agglomération)

|                          | Alain Parlanti * | DVG            | 2 398 | 71,79  | 25 | 4 |  |  |
|                          | Guy Languillat   | DVD            | 942   | 28,20  | 4  |   |  |  |
|                          |                  |                |       |        |    |   |  |  |
| Inscrits                 | Inscrits         | Inscrits       | 5 432 | 100,00 |    |   |  |  |
| Abstentions              | Abstentions      | Abstentions    | 1 920 | 35,35  |    |   |  |  |
| Votants                  | Votants          | Votants        | 3 512 | 64,65  |    |   |  |  |
| Blancs et nuls           | Blancs et nuls   | Blancs et nuls | 172   | 4,90   |    |   |  |  |
| Exprimés                 | Exprimés         | Exprimés       | 3 340 | 95,10  |    |   |  |  |
| * Liste du maire sortant |                  |                |       |        |    |   |  |  |

### Bandol
- Maire sortant : Christian Palix (UMP)
- 29 sièges à pourvoir au conseil municipal (population légale 2011 : 7 663 habitants)
- 5 sièges à pourvoir au conseil communautaire (CA Sud Sainte Baume)

| Tête de liste            | Tête de liste     | Liste          | Premier tour | Premier tour | Second tour | Second tour | Sièges | Sièges |
| Tête de liste            | Tête de liste     | Liste          | Voix         | %            | Voix        | %           | CM     | CC     |
| ------------------------ | ----------------- | -------------- | ------------ | ------------ | ----------- | ----------- | ------ | ------ |
|                          | Christian Palix * | DVD            | 1 640        | 30,40        | 2 346       | 42,95       | 6      | 1      |
|                          | Jean-Paul Joseph  | UDI            | 1 086        | 20,13        | 3 116       | 57,04       | 23     | 4      |
|                          | Laetitia Quilici  | DVD            | 1 080        | 20,02        |             |             |        |        |
|                          | Marcel Bogi       | DVD            | 550          | 10,19        |             |             |        |        |
|                          | Frederique Connat | DVD            | 427          | 7,91         |             |             |        |        |
|                          | Philippe Ponge    | FN             | 388          | 7,19         |             |             |        |        |
|                          | Thierry Revol     | DVD            | 222          | 4,11         |             |             |        |        |
|                          |                   |                |              |              |             |             |        |        |
| Inscrits                 | Inscrits          | Inscrits       | 8 234        | 100,00       | 8 231       | 100,00      |        |        |
| Abstentions              | Abstentions       | Abstentions    | 2 713        | 32,95        | 2 585       | 31,41       |        |        |
| Votants                  | Votants           | Votants        | 5 521        | 67,05        | 5 646       | 68,59       |        |        |
| Blancs et nuls           | Blancs et nuls    | Blancs et nuls | 128          | 2,32         | 184         | 3,26        |        |        |
| Exprimés                 | Exprimés          | Exprimés       | 5 393        | 97,68        | 5 462       | 96,74       |        |        |
| * Liste du maire sortant |                   |                |              |              |             |             |        |        |

### Barjols
- Maire sortant : Daniel Nironi
- 23 sièges à pourvoir au conseil municipal (population légale 2011 : 3 069 habitants)
- 5 sièges à pourvoir au conseil communautaire (CC Provence Verdon)

|                          | Daniel Nironi * | DVG            | 983   | 100,00 | 23 | 5 |  |  |
|                          |                 |                |       |        |    |   |  |  |
| Inscrits                 | Inscrits        | Inscrits       | 2 401 | 100,00 |    |   |  |  |
| Abstentions              | Abstentions     | Abstentions    | 996   | 41,48  |    |   |  |  |
| Votants                  | Votants         | Votants        | 1 405 | 58,52  |    |   |  |  |
| Blancs et nuls           | Blancs et nuls  | Blancs et nuls | 422   | 30,04  |    |   |  |  |
| Exprimés                 | Exprimés        | Exprimés       | 983   | 69,96  |    |   |  |  |
| * Liste du maire sortant |                 |                |       |        |    |   |  |  |

### Le Beausset
- Maire sortant : Jean-Claude Richard (DVD)
- 29 sièges à pourvoir au conseil municipal (population légale 2011 : 9 092 habitants)
- 6 sièges à pourvoir au conseil communautaire (CA Sud Sainte Baume)

| Tête de liste            | Tête de liste         | Liste          | Premier tour | Premier tour | Second tour | Second tour | Sièges | Sièges |
| Tête de liste            | Tête de liste         | Liste          | Voix         | %            | Voix        | %           | CM     | CC     |
| ------------------------ | --------------------- | -------------- | ------------ | ------------ | ----------- | ----------- | ------ | ------ |
|                          | Georges Ferrero       | DVD            | 1 224        | 24,85        | 2 290       | 47,36       | 22     | 5      |
|                          | Jean-Claude Richard * | DVD            | 1 112        | 22,57        |             |             |        |        |
|                          | Édouard Friedler      | DVG            | 735          | 14,92        | 1 133       | 23,43       | 3      | 1      |
|                          | Claude Alimi          | DVD            | 629          | 12,77        | 771         | 15,94       | 2      |        |
|                          | Yolande Bonnaure      | FN             | 493          | 10,01        | 641         | 13,25       | 2      |        |
|                          | Serge Chiapello       | UDI            | 479          | 9,72         |             |             |        |        |
|                          | Gérard Faïs           | DVD            | 253          | 5,13         |             |             |        |        |
|                          |                       |                |              |              |             |             |        |        |
| Inscrits                 | Inscrits              | Inscrits       | 7 521        | 100,00       | 7 521       | 100,00      |        |        |
| Abstentions              | Abstentions           | Abstentions    | 2 501        | 33,25        | 2 529       | 33,63       |        |        |
| Votants                  | Votants               | Votants        | 5 020        | 66,75        | 4 992       | 66,37       |        |        |
| Blancs et nuls           | Blancs et nuls        | Blancs et nuls | 95           | 1,89         | 157         | 3,15        |        |        |
| Exprimés                 | Exprimés              | Exprimés       | 4 925        | 98,11        | 4 835       | 96,85       |        |        |
| * Liste du maire sortant |                       |                |              |              |             |             |        |        |

### Bormes-les-Mimosas
- Maire sortant : Albert Vatinet (DVD)
- 29 sièges à pourvoir au conseil municipal (population légale 2011 : 7 548 habitants)
- 4 sièges à pourvoir au conseil communautaire (CC Méditerranée Porte des Maures)

|                          | François Arizzi  | DVD            | 2 346 | 52,30  | 23 | 3 |  |  |
|                          | Albert Vatinet * | UMP            | 1 371 | 30,56  | 4  | 1 |  |  |
|                          | Serge Defond     | DVD            | 768   | 17,12  | 2  |   |  |  |
|                          |                  |                |       |        |    |   |  |  |
| Inscrits                 | Inscrits         | Inscrits       | 6 750 | 100,00 |    |   |  |  |
| Abstentions              | Abstentions      | Abstentions    | 2 119 | 31,39  |    |   |  |  |
| Votants                  | Votants          | Votants        | 4 631 | 68,61  |    |   |  |  |
| Blancs et nuls           | Blancs et nuls   | Blancs et nuls | 146   | 3,15   |    |   |  |  |
| Exprimés                 | Exprimés         | Exprimés       | 4 485 | 96,85  |    |   |  |  |
| * Liste du maire sortant |                  |                |       |        |    |   |  |  |

### Brignoles
- Maire sortant : Claude Gilardo (PCF)
- 33 sièges à pourvoir au conseil municipal (population légale 2011 : 16 171 habitants)
- 16 sièges à pourvoir au conseil communautaire (CA de la Provence Verte)

| Tête de liste  | Tête de liste  | Liste          | Premier tour | Premier tour | Second tour | Second tour | Sièges | Sièges |
| Tête de liste  | Tête de liste  | Liste          | Voix         | %            | Voix        | %           | CM     | CC     |
| -------------- | -------------- | -------------- | ------------ | ------------ | ----------- | ----------- | ------ | ------ |
|                | Laurent Lopez  | FN             | 2 850        | 37,06        | 3 051       | 40,05       | 6      | 3      |
|                | Josette Pons   | UMP            | 2 733        | 35,54        | 4 566       | 59,94       | 27     | 13     |
|                | Jean Broquier  | DVG            | 2 106        | 27,38        |             |             |        |        |
|                |                |                |              |              |             |             |        |        |
| Inscrits       | Inscrits       | Inscrits       | 11 704       | 100,00       | 11 704      | 100,00      |        |        |
| Abstentions    | Abstentions    | Abstentions    | 3 833        | 32,75        | 3 693       | 31,55       |        |        |
| Votants        | Votants        | Votants        | 7 871        | 67,25        | 8 011       | 68,45       |        |        |
| Blancs et nuls | Blancs et nuls | Blancs et nuls | 182          | 2,31         | 394         | 4,92        |        |        |
| Exprimés       | Exprimés       | Exprimés       | 7 689        | 97,69        | 7 617       | 95,08       |        |        |

### La Cadière-d'Azur
- Maire sortant : René Jourdan (PCF)
- 29 sièges à pourvoir au conseil municipal (population légale 2011 : 5 410 habitants)
- 4 sièges à pourvoir au conseil communautaire (CA Sud Sainte Baume)

|                          | René Jourdan * | PCF-DVG        | 1 498 | 62,10  | 24 | 3 |  |  |
|                          | Olivier Bonnet | DVD            | 914   | 37,89  | 5  | 1 |  |  |
|                          |                |                |       |        |    |   |  |  |
| Inscrits                 | Inscrits       | Inscrits       | 3 804 | 100,00 |    |   |  |  |
| Abstentions              | Abstentions    | Abstentions    | 1 285 | 33,78  |    |   |  |  |
| Votants                  | Votants        | Votants        | 2 519 | 66,22  |    |   |  |  |
| Blancs et nuls           | Blancs et nuls | Blancs et nuls | 107   | 4,25   |    |   |  |  |
| Exprimés                 | Exprimés       | Exprimés       | 2 412 | 95,75  |    |   |  |  |
| * Liste du maire sortant |                |                |       |        |    |   |  |  |

### Callian
- Maire sortant : François Cavallier
- 23 sièges à pourvoir au conseil municipal (population légale 2011 : 3 287 habitants)
- 4 sièges à pourvoir au conseil communautaire (CC du Pays de Fayence)

|                          | François Cavallier *   | UMP            | 887   | 58,58  | 19 | 4 |  |  |
|                          | Mélanie Maurin         | DVG            | 317   | 20,93  | 2  |   |  |  |
|                          | Jean-Christophe Bertin | EXD            | 310   | 20,47  | 2  |   |  |  |
|                          |                        |                |       |        |    |   |  |  |
| Inscrits                 | Inscrits               | Inscrits       | 2 344 | 100,00 |    |   |  |  |
| Abstentions              | Abstentions            | Abstentions    | 789   | 33,66  |    |   |  |  |
| Votants                  | Votants                | Votants        | 1 555 | 66,34  |    |   |  |  |
| Blancs et nuls           | Blancs et nuls         | Blancs et nuls | 41    | 2,64   |    |   |  |  |
| Exprimés                 | Exprimés               | Exprimés       | 1 514 | 97,36  |    |   |  |  |
| * Liste du maire sortant |                        |                |       |        |    |   |  |  |

### Le Cannet-des-Maures
- Maire sortant : Jean-Luc Longour
- 27 sièges à pourvoir au conseil municipal (population légale 2011 : 4 128 habitants)
- 4 sièges à pourvoir au conseil communautaire (CC Cœur du Var)

|                          | Jean-Luc Longour * | UDI            | 1 595 | 71,71  | 24 | 4 |  |  |
|                          | Alain Fabre        | DVG            | 629   | 28,28  | 3  |   |  |  |
|                          |                    |                |       |        |    |   |  |  |
| Inscrits                 | Inscrits           | Inscrits       | 3 238 | 100,00 |    |   |  |  |
| Abstentions              | Abstentions        | Abstentions    | 921   | 28,44  |    |   |  |  |
| Votants                  | Votants            | Votants        | 2 317 | 71,56  |    |   |  |  |
| Blancs et nuls           | Blancs et nuls     | Blancs et nuls | 93    | 4,01   |    |   |  |  |
| Exprimés                 | Exprimés           | Exprimés       | 2 224 | 95,99  |    |   |  |  |
| * Liste du maire sortant |                    |                |       |        |    |   |  |  |

### Carcès
- Maire sortant : Jean-Louis Alena
- 23 sièges à pourvoir au conseil municipal (population légale 2011 : 3 360 habitants)
- 4 sièges à pourvoir au conseil communautaire (CA de la Provence Verte)

|                          | nul                | UMP            | 1 057 | 56,73  | 18 | 3 |  |  |
|                          | Jean-Louis Alena * | DVG            | 806   | 43,26  | 5  | 1 |  |  |
|                          |                    |                |       |        |    |   |  |  |
| Inscrits                 | Inscrits           | Inscrits       | 2 635 | 100,00 |    |   |  |  |
| Abstentions              | Abstentions        | Abstentions    | 690   | 26,19  |    |   |  |  |
| Votants                  | Votants            | Votants        | 1 945 | 73,81  |    |   |  |  |
| Blancs et nuls           | Blancs et nuls     | Blancs et nuls | 82    | 4,22   |    |   |  |  |
| Exprimés                 | Exprimés           | Exprimés       | 1 863 | 95,78  |    |   |  |  |
| * Liste du maire sortant |                    |                |       |        |    |   |  |  |

### Carnoules
- Maire sortant : Henri Cèze (PCF)
- 23 sièges à pourvoir au conseil municipal (population légale 2011 : 3 313 habitants)
- 3 sièges à pourvoir au conseil communautaire (CC Cœur du Var)

|                | Christian David       | S.E.           | 1 185 | 69,82  | 20 | 3 |  |  |
|                | Frédéric-Georges Roux | DVD            | 512   | 30,17  | 3  |   |  |  |
|                |                       |                |       |        |    |   |  |  |
| Inscrits       | Inscrits              | Inscrits       | 2 619 | 100,00 |    |   |  |  |
| Abstentions    | Abstentions           | Abstentions    | 833   | 31,81  |    |   |  |  |
| Votants        | Votants               | Votants        | 1 786 | 68,19  |    |   |  |  |
| Blancs et nuls | Blancs et nuls        | Blancs et nuls | 89    | 4,98   |    |   |  |  |
| Exprimés       | Exprimés              | Exprimés       | 1 697 | 95,02  |    |   |  |  |

### Carqueiranne
- Maire sortant : Marc Giraud (UMP)
- 29 sièges à pourvoir au conseil municipal (population légale 2011 : 9 894 habitants)
- 1 sièges à pourvoir au conseil communautaire (Métropole Toulon-Provence-Méditerranée)

| Tête de liste            | Tête de liste      | Liste          | Premier tour | Premier tour | Second tour | Second tour | Sièges | Sièges |
| Tête de liste            | Tête de liste      | Liste          | Voix         | %            | Voix        | %           | CM     | CC     |
| ------------------------ | ------------------ | -------------- | ------------ | ------------ | ----------- | ----------- | ------ | ------ |
|                          | Marc Giraud *      | UMP-UDI        | 2 484        | 43,85        | 2 994       | 50,72       | 22     | 1      |
|                          | Alain Bencivengo   | SE             | 1 667        | 29,43        | 2 461       | 41,69       | 6      |        |
|                          | Pierre Barbagelata | PCF-DVG        | 802          | 14,15        |             |             |        |        |
|                          | Christian Munsch   | FN             | 711          | 12,55        | 447         | 7,57        | 1      |        |
|                          |                    |                |              |              |             |             |        |        |
| Inscrits                 | Inscrits           | Inscrits       | 8 824        | 100,00       | 8 820       | 100,00      |        |        |
| Abstentions              | Abstentions        | Abstentions    | 3 012        | 34,13        | 2 778       | 31,50       |        |        |
| Votants                  | Votants            | Votants        | 5 812        | 65,87        | 6 042       | 68,50       |        |        |
| Blancs et nuls           | Blancs et nuls     | Blancs et nuls | 148          | 2,55         | 140         | 2,32        |        |        |
| Exprimés                 | Exprimés           | Exprimés       | 5 664        | 97,45        | 5 902       | 97,68       |        |        |
| * Liste du maire sortant |                    |                |              |              |             |             |        |        |

### Le Castellet
- Maire sortant : Gabriel Tambon
- 27 sièges à pourvoir au conseil municipal (population légale 2011 : 4 022 habitants)
- 3 sièges à pourvoir au conseil communautaire (CA Sud Sainte Baume)

| Tête de liste            | Tête de liste           | Liste          | Premier tour | Premier tour | Second tour | Second tour | Sièges | Sièges |
| Tête de liste            | Tête de liste           | Liste          | Voix         | %            | Voix        | %           | CM     | CC     |
| ------------------------ | ----------------------- | -------------- | ------------ | ------------ | ----------- | ----------- | ------ | ------ |
|                          | Gabriel Tambon *        | DVD            | 988          | 40,06        | 1 215       | 50,41       | 21     | 2      |
|                          | René Castell            | DVD            | 797          | 32,31        | 1 195       | 49,58       | 6      | 1      |
|                          | Christiane Millet-bacci | SE             | 469          | 19,01        |             |             |        |        |
|                          | Claude Maresca          | DVG            | 212          | 8,59         |             |             |        |        |
|                          |                         |                |              |              |             |             |        |        |
| Inscrits                 | Inscrits                | Inscrits       | 3 719        | 100,00       | 3 719       | 100,00      |        |        |
| Abstentions              | Abstentions             | Abstentions    | 1 162        | 31,24        | 1 187       | 31,92       |        |        |
| Votants                  | Votants                 | Votants        | 2 557        | 68,76        | 2 532       | 68,08       |        |        |
| Blancs et nuls           | Blancs et nuls          | Blancs et nuls | 91           | 3,56         | 122         | 4,82        |        |        |
| Exprimés                 | Exprimés                | Exprimés       | 2 466        | 96,44        | 2 410       | 95,18       |        |        |
| * Liste du maire sortant |                         |                |              |              |             |             |        |        |

### Cavalaire-sur-Mer
- Maire sortant : Annick Napoléon (UMP)
- 29 sièges à pourvoir au conseil municipal (population légale 2011 : 6 975 habitants)
- 4 sièges à pourvoir au conseil communautaire (CC du golfe de Saint-Tropez)

|                          | Philippe Leonelli  | DVD            | 2 847 | 63,29  | 24 | 4 |  |  |
|                          | Annick Napoléon*   | UMP            | 1 274 | 28,32  | 4  |   |  |  |
|                          | Ariane Chodkiewiez | DVD            | 377   | 8,38   | 1  |   |  |  |
|                          |                    |                |       |        |    |   |  |  |
| Inscrits                 | Inscrits           | Inscrits       | 6 065 | 100,00 |    |   |  |  |
| Abstentions              | Abstentions        | Abstentions    | 1 477 | 24,35  |    |   |  |  |
| Votants                  | Votants            | Votants        | 4 588 | 75,65  |    |   |  |  |
| Blancs et nuls           | Blancs et nuls     | Blancs et nuls | 90    | 1,96   |    |   |  |  |
| Exprimés                 | Exprimés           | Exprimés       | 4 498 | 98,04  |    |   |  |  |
| * Liste du maire sortant |                    |                |       |        |    |   |  |  |

### Cogolin
- Maire sortant : Jacques Sénéquier (UMP)
- 33 sièges à pourvoir au conseil municipal (population légale 2011 : 11 119 habitants)
- 5 sièges à pourvoir au conseil communautaire (CC du golfe de Saint-Tropez)

| Tête de liste            | Tête de liste        | Liste          | Premier tour | Premier tour | Second tour | Second tour | Sièges | Sièges |
| Tête de liste            | Tête de liste        | Liste          | Voix         | %            | Voix        | %           | CM     | CC     |
| ------------------------ | -------------------- | -------------- | ------------ | ------------ | ----------- | ----------- | ------ | ------ |
|                          | Marc Étienne Lansade | FN             | 1 966        | 39,03        | 2 664       | 53,09       | 26     | 4      |
|                          | Jacques Sénéquier*   | DVD            | 1 346        | 26,72        | 2 353       | 46,90       | 7      | 1      |
|                          | Francis Jose-maria   | DVG            | 968          | 19,21        |             |             |        |        |
|                          | Alain Ciarimboli     | UMP            | 757          | 15,02        |             |             |        |        |
|                          |                      |                |              |              |             |             |        |        |
| Inscrits                 | Inscrits             | Inscrits       | 7 544        | 100,00       | 7 544       | 100,00      |        |        |
| Abstentions              | Abstentions          | Abstentions    | 2 394        | 31,73        | 2 159       | 28,62       |        |        |
| Votants                  | Votants              | Votants        | 5 150        | 68,27        | 5 385       | 71,38       |        |        |
| Blancs et nuls           | Blancs et nuls       | Blancs et nuls | 113          | 2,19         | 368         | 6,83        |        |        |
| Exprimés                 | Exprimés             | Exprimés       | 5 037        | 97,81        | 5 017       | 93,17       |        |        |
| * Liste du maire sortant |                      |                |              |              |             |             |        |        |

### La Crau
- Maire sortant : Christian Simon (UMP)
- 33 sièges à pourvoir au conseil municipal (population légale 2011 : 16 855 habitants)
- 3 sièges à pourvoir au conseil communautaire (Métropole Toulon-Provence-Méditerranée)

|                          | Christian Simon *  | UMP-UDI        | 5 396  | 60,93  | 27 | 3 |  |  |
|                          | Aline Renck-guigue | FN             | 1 595  | 18,01  | 3  |   |  |  |
|                          | René Millot        | DVG            | 1 012  | 11,42  | 2  |   |  |  |
|                          | André Arnoux       | DVD            | 852    | 9,62   | 1  |   |  |  |
|                          |                    |                |        |        |    |   |  |  |
| Inscrits                 | Inscrits           | Inscrits       | 13 426 | 100,00 |    |   |  |  |
| Abstentions              | Abstentions        | Abstentions    | 4 410  | 32,85  |    |   |  |  |
| Votants                  | Votants            | Votants        | 9 016  | 67,15  |    |   |  |  |
| Blancs et nuls           | Blancs et nuls     | Blancs et nuls | 161    | 1,79   |    |   |  |  |
| Exprimés                 | Exprimés           | Exprimés       | 8 855  | 98,21  |    |   |  |  |
| * Liste du maire sortant |                    |                |        |        |    |   |  |  |

### La Croix-Valmer
- Maire sortant : François Gimmig
- 23 sièges à pourvoir au conseil municipal (population légale 2011 : 3 498 habitants)
- 3 sièges à pourvoir au conseil communautaire (CC du golfe de Saint-Tropez)

| Tête de liste            | Tête de liste     | Liste          | Premier tour | Premier tour | Second tour | Second tour | Sièges | Sièges |
| Tête de liste            | Tête de liste     | Liste          | Voix         | %            | Voix        | %           | CM     | CC     |
| ------------------------ | ----------------- | -------------- | ------------ | ------------ | ----------- | ----------- | ------ | ------ |
|                          | François Gimmig * | DVD            | 875          | 45,31        | 1 029       | 49,83       | 5      | 1      |
|                          | Bernard Jobert    | DVD            | 748          | 38,73        | 1 036       | 50,16       | 18     | 2      |
|                          | François Dupuy    | DVD            | 308          | 15,95        |             |             |        |        |
|                          |                   |                |              |              |             |             |        |        |
| Inscrits                 | Inscrits          | Inscrits       | 2 794        | 100,00       | 2 794       | 100,00      |        |        |
| Abstentions              | Abstentions       | Abstentions    | 820          | 29,35        | 671         | 24,02       |        |        |
| Votants                  | Votants           | Votants        | 1 974        | 70,65        | 2 123       | 75,98       |        |        |
| Blancs et nuls           | Blancs et nuls    | Blancs et nuls | 43           | 2,18         | 58          | 2,73        |        |        |
| Exprimés                 | Exprimés          | Exprimés       | 1 931        | 97,82        | 2 065       | 97,27       |        |        |
| * Liste du maire sortant |                   |                |              |              |             |             |        |        |

### Cuers
- Maire sortant : Gilbert Perugini (UMP)
- 33 sièges à pourvoir au conseil municipal (population légale 2011 : 10 333 habitants)
- 5 sièges à pourvoir au conseil communautaire (CC Méditerranée Porte des Maures)

| Tête de liste            | Tête de liste         | Liste          | Premier tour | Premier tour | Second tour | Second tour | Sièges | Sièges |
| Tête de liste            | Tête de liste         | Liste          | Voix         | %            | Voix        | %           | CM     | CC     |
| ------------------------ | --------------------- | -------------- | ------------ | ------------ | ----------- | ----------- | ------ | ------ |
|                          | Gilbert Perugini *    | UMP-UDI        | 1 516        | 31,60        | 1 909       | 39,46       | 24     | 4      |
|                          | Armelle De Pierrefeu  | FN             | 1 101        | 22,95        | 1 316       | 27,20       | 4      | 1      |
|                          | Jean-Claude Nourikian | DVG            | 840          | 17,51        | 690         | 14,26       | 2      |        |
|                          | Gérard Cabri          | DVG            | 716          | 14,92        | 555         | 11,47       | 2      |        |
|                          | Jean Bonetti          | DVG            | 623          | 12,98        | 367         | 7,58        | 1      |        |
|                          |                       |                |              |              |             |             |        |        |
| Inscrits                 | Inscrits              | Inscrits       | 7 710        | 100,00       | 7 730       | 100,00      |        |        |
| Abstentions              | Abstentions           | Abstentions    | 2 758        | 35,77        | 2 758       | 35,68       |        |        |
| Votants                  | Votants               | Votants        | 4 952        | 64,23        | 4 972       | 64,32       |        |        |
| Blancs et nuls           | Blancs et nuls        | Blancs et nuls | 156          | 3,15         | 135         | 2,72        |        |        |
| Exprimés                 | Exprimés              | Exprimés       | 4 796        | 96,85        | 4 837       | 97,28       |        |        |
| * Liste du maire sortant |                       |                |              |              |             |             |        |        |

### Draguignan
- Maire sortant : Max Piselli (UMP)
- 39 sièges à pourvoir au conseil municipal (population légale 2011 : 37 501 habitants)
- 21 sièges à pourvoir au conseil communautaire (CA Dracénie Provence Verdon agglomération)

| Tête de liste  | Tête de liste          | Liste          | Premier tour | Premier tour | Second tour | Second tour | Sièges | Sièges |
| Tête de liste  | Tête de liste          | Liste          | Voix         | %            | Voix        | %           | CM     | CC     |
| -------------- | ---------------------- | -------------- | ------------ | ------------ | ----------- | ----------- | ------ | ------ |
|                | Olivier Audibert-Troin | UMP-UDI        | 5 685        | 33,88        | 6 356       | 36,30       | 7      | 4      |
|                | Richard Strambio       | DVD            | 4 987        | 29,72        | 8 395       | 47,95       | 29     | 16     |
|                | Valéria Vecchio        | FN             | 3 809        | 22,70        | 2 755       | 15,73       | 3      | 1      |
|                | Patrick Seror          | PS-PCF-EELV    | 1 442        | 8,59         |             |             |        |        |
|                | Patrice Decorte        | FG             | 614          | 3,65         |             |             |        |        |
|                | Abdelkader Bouzaboune  | DVG            | 239          | 1,42         |             |             |        |        |
|                |                        |                |              |              |             |             |        |        |
| Inscrits       | Inscrits               | Inscrits       | 25 362       | 100,00       | 25 362      | 100,00      |        |        |
| Abstentions    | Abstentions            | Abstentions    | 8 257        | 32,56        | 7 394       | 29,15       |        |        |
| Votants        | Votants                | Votants        | 17 105       | 67,44        | 17 968      | 70,85       |        |        |
| Blancs et nuls | Blancs et nuls         | Blancs et nuls | 329          | 1,92         | 462         | 2,57        |        |        |
| Exprimés       | Exprimés               | Exprimés       | 16 776       | 98,08        | 17 506      | 97,43       |        |        |

### La Farlède
- Maire sortant : Raymond Abrines (UMP)
- 29 sièges à pourvoir au conseil municipal (population légale 2011 : 8 591 habitants)
- 6 sièges à pourvoir au conseil communautaire (CC de la Vallée du Gapeau)

|                          | Raymond Abrines * | UMP            | 2 687 | 66,18  | 24 | 5 |  |  |
|                          | Jean Felix Ettori | DVD            | 1 373 | 33,81  | 5  | 1 |  |  |
|                          |                   |                |       |        |    |   |  |  |
| Inscrits                 | Inscrits          | Inscrits       | 6 214 | 100,00 |    |   |  |  |
| Abstentions              | Abstentions       | Abstentions    | 1 984 | 31,93  |    |   |  |  |
| Votants                  | Votants           | Votants        | 4 230 | 68,07  |    |   |  |  |
| Blancs et nuls           | Blancs et nuls    | Blancs et nuls | 170   | 4,02   |    |   |  |  |
| Exprimés                 | Exprimés          | Exprimés       | 4 060 | 95,98  |    |   |  |  |
| * Liste du maire sortant |                   |                |       |        |    |   |  |  |

### Fayence
- Maire sortant : Jean-Luc Fabre
- 29 sièges à pourvoir au conseil municipal (population légale 2011 : 5 285 habitants)
- 5 sièges à pourvoir au conseil communautaire (CC du Pays de Fayence)

|                          | Jean-Luc Fabre * | UMP            | 1 584 | 73,36  | 26 | 5 |  |  |
|                          | Stéphane Egea    | DVD            | 575   | 26,63  | 3  |   |  |  |
|                          |                  |                |       |        |    |   |  |  |
| Inscrits                 | Inscrits         | Inscrits       | 4 077 | 100,00 |    |   |  |  |
| Abstentions              | Abstentions      | Abstentions    | 1 586 | 38,90  |    |   |  |  |
| Votants                  | Votants          | Votants        | 2 491 | 61,10  |    |   |  |  |
| Blancs et nuls           | Blancs et nuls   | Blancs et nuls | 332   | 13,33  |    |   |  |  |
| Exprimés                 | Exprimés         | Exprimés       | 2 159 | 86,67  |    |   |  |  |
| * Liste du maire sortant |                  |                |       |        |    |   |  |  |

### Flassans-sur-Issole
- Maire sortant : Bernard Fournier
- 23 sièges à pourvoir au conseil municipal (population légale 2011 : 3 132 habitants)
- 3 sièges à pourvoir au conseil communautaire (CC Cœur du Var)

|                          | Bernard Fournier * | UMP            | 1 006 | 63,67  | 19 | 2 |  |  |
|                          | Yann Jouannic      | DVD            | 574   | 36,32  | 4  | 1 |  |  |
|                          |                    |                |       |        |    |   |  |  |
| Inscrits                 | Inscrits           | Inscrits       | 2 443 | 100,00 |    |   |  |  |
| Abstentions              | Abstentions        | Abstentions    | 771   | 31,56  |    |   |  |  |
| Votants                  | Votants            | Votants        | 1 672 | 68,44  |    |   |  |  |
| Blancs et nuls           | Blancs et nuls     | Blancs et nuls | 92    | 5,50   |    |   |  |  |
| Exprimés                 | Exprimés           | Exprimés       | 1 580 | 94,50  |    |   |  |  |
| * Liste du maire sortant |                    |                |       |        |    |   |  |  |

### Flayosc
- Maire sortant : Xavier Guerrini
- 27 sièges à pourvoir au conseil municipal (population légale 2011 : 4 393 habitants)
- 3 sièges à pourvoir au conseil communautaire (CA Dracénie Provence Verdon agglomération)

| Tête de liste  | Tête de liste      | Liste          | Premier tour | Premier tour | Second tour | Second tour | Sièges | Sièges |
| Tête de liste  | Tête de liste      | Liste          | Voix         | %            | Voix        | %           | CM     | CC     |
| -------------- | ------------------ | -------------- | ------------ | ------------ | ----------- | ----------- | ------ | ------ |
|                | Fabien Matras      | DVD            | 750          | 28,68        | 1 142       | 43,06       | 20     | 2      |
|                | Alain Boucher      | UMP            | 583          | 22,29        | 665         | 25,07       | 3      | 1      |
|                | Jean-Paul Truc     | DVG            | 542          | 20,72        | 597         | 22,51       | 3      |        |
|                | Jean-Michel Bersia | DVD            | 397          | 15,18        |             |             |        |        |
|                | Alain Dupuis       | DVD            | 343          | 13,11        | 248         | 9,35        | 1      |        |
|                |                    |                |              |              |             |             |        |        |
| Inscrits       | Inscrits           | Inscrits       | 3 866        | 100,00       | 3 866       | 100,00      |        |        |
| Abstentions    | Abstentions        | Abstentions    | 1 192        | 30,83        | 1 158       | 29,95       |        |        |
| Votants        | Votants            | Votants        | 2 674        | 69,17        | 2 708       | 70,05       |        |        |
| Blancs et nuls | Blancs et nuls     | Blancs et nuls | 59           | 2,21         | 56          | 2,07        |        |        |
| Exprimés       | Exprimés           | Exprimés       | 2 615        | 97,79        | 2 652       | 97,93       |        |        |

### Fréjus
- Maire sortant : Élie Brun (UMP)
- 45 sièges à pourvoir au conseil municipal (population légale 2011 : 52 344 habitants)
- 17 sièges à pourvoir au conseil communautaire (CA Estérel Côte d'Azur Agglomération)

| Tête de liste            | Tête de liste   | Liste          | Premier tour | Premier tour | Second tour | Second tour | Sièges | Sièges |
| Tête de liste            | Tête de liste   | Liste          | Voix         | %            | Voix        | %           | CM     | CC     |
| ------------------------ | --------------- | -------------- | ------------ | ------------ | ----------- | ----------- | ------ | ------ |
|                          | David Rachline  | FN             | 9 504        | 40,30        | 10 852      | 45,55       | 33     | 13     |
|                          | Philippe Mougin | UMP-UDI        | 4 446        | 18,85        | 7 250       | 30,43       | 7      | 2      |
|                          | Élie Brun *     | UMP diss.      | 4 152        | 17,60        | 5 721       | 24,01       | 5      | 2      |
|                          | Elsa Di Meo     | PS             | 3 675        | 15,58        |             |             |        |        |
|                          | Philippe Michel | DVD            | 1 804        | 7,65         |             |             |        |        |
|                          |                 |                |              |              |             |             |        |        |
| Inscrits                 | Inscrits        | Inscrits       | 35 364       | 100,00       | 35 365      | 100,00      |        |        |
| Abstentions              | Abstentions     | Abstentions    | 11 149       | 31,53        | 10 092      | 28,54       |        |        |
| Votants                  | Votants         | Votants        | 24 215       | 68,47        | 25 273      | 71,46       |        |        |
| Blancs et nuls           | Blancs et nuls  | Blancs et nuls | 634          | 2,62         | 1 450       | 5,74        |        |        |
| Exprimés                 | Exprimés        | Exprimés       | 23 581       | 97,38        | 23 823      | 94,26       |        |        |
| * Liste du maire sortant |                 |                |              |              |             |             |        |        |

### La Garde
- Maire sortant : Jean-Louis Masson (UMP)
- 35 sièges à pourvoir au conseil municipal (population légale 2011 : 25 613 habitants)
- 5 sièges à pourvoir au conseil communautaire (Métropole Toulon-Provence-Méditerranée)

|                          | Jean-Louis Masson *   | UMP             | 6 327  | 54,82  | 27 | 5 |  |  |
|                          | Joël Canapa           | PS-PRG-MRC-EELV | 2 560  | 22,18  | 4  |   |  |  |
|                          | Jean-Louis Bouguereau | FN              | 1 932  | 16,74  | 3  |   |  |  |
|                          | Michel Camatte        | PCF-FG          | 722    | 6,25   | 1  |   |  |  |
|                          |                       |                 |        |        |    |   |  |  |
| Inscrits                 | Inscrits              | Inscrits        | 19 420 | 100,00 |    |   |  |  |
| Abstentions              | Abstentions           | Abstentions     | 7 558  | 38,92  |    |   |  |  |
| Votants                  | Votants               | Votants         | 11 862 | 61,08  |    |   |  |  |
| Blancs et nuls           | Blancs et nuls        | Blancs et nuls  | 321    | 2,71   |    |   |  |  |
| Exprimés                 | Exprimés              | Exprimés        | 11 541 | 97,29  |    |   |  |  |
| * Liste du maire sortant |                       |                 |        |        |    |   |  |  |

### Garéoult
- Maire sortant : Gérard Fabre (UMP)
- 29 sièges à pourvoir au conseil municipal (population légale 2011 : 5 549 habitants)
- 9 sièges à pourvoir au conseil communautaire (CA de la Provence Verte)

|                          | Gérard Fabre *      | UMP            | 1 513 | 54,58  | 23 | 7 |  |  |
|                          | François Hannequart | SE             | 655   | 23,62  | 3  | 1 |  |  |
|                          | Jérome Tesson       | DVG            | 604   | 21,78  | 3  | 1 |  |  |
|                          |                     |                |       |        |    |   |  |  |
| Inscrits                 | Inscrits            | Inscrits       | 4 752 | 100,00 |    |   |  |  |
| Abstentions              | Abstentions         | Abstentions    | 1 858 | 39,10  |    |   |  |  |
| Votants                  | Votants             | Votants        | 2 894 | 60,90  |    |   |  |  |
| Blancs et nuls           | Blancs et nuls      | Blancs et nuls | 122   | 4,22   |    |   |  |  |
| Exprimés                 | Exprimés            | Exprimés       | 2 772 | 95,78  |    |   |  |  |
| * Liste du maire sortant |                     |                |       |        |    |   |  |  |

### Gonfaron
- Maire sortant : Yves Orengo
- 27 sièges à pourvoir au conseil municipal (population légale 2011 : 4 215 habitants)
- 4 sièges à pourvoir au conseil communautaire (CC Cœur du Var)

|                | Thierry Bongiorno | UMP            | 1 639 | 75,73  | 24 | 4 |  |  |
|                | André Leïd        | DVG            | 525   | 24,26  | 3  |   |  |  |
|                |                   |                |       |        |    |   |  |  |
| Inscrits       | Inscrits          | Inscrits       | 3 267 | 100,00 |    |   |  |  |
| Abstentions    | Abstentions       | Abstentions    | 996   | 30,49  |    |   |  |  |
| Votants        | Votants           | Votants        | 2 271 | 69,51  |    |   |  |  |
| Blancs et nuls | Blancs et nuls    | Blancs et nuls | 107   | 4,71   |    |   |  |  |
| Exprimés       | Exprimés          | Exprimés       | 2 164 | 95,29  |    |   |  |  |

### Grimaud
- Maire sortant : Alain Benedetto
- 27 sièges à pourvoir au conseil municipal (population légale 2011 : 4 106 habitants)
- 4 sièges à pourvoir au conseil communautaire (CC du golfe de Saint-Tropez)

| Tête de liste            | Tête de liste     | Liste          | Premier tour | Premier tour | Second tour | Second tour | Sièges | Sièges |
| Tête de liste            | Tête de liste     | Liste          | Voix         | %            | Voix        | %           | CM     | CC     |
| ------------------------ | ----------------- | -------------- | ------------ | ------------ | ----------- | ----------- | ------ | ------ |
|                          | Alain Benedetto * | UMP            | 1 166        | 48,70        | 1 332       | 53,83       | 21     | 3      |
|                          | Christian Moutte  | DVD            | 856          | 35,75        | 1 142       | 46,16       | 6      | 1      |
|                          | Michel Bauc       | DVD            | 372          | 15,53        |             |             |        |        |
|                          |                   |                |              |              |             |             |        |        |
| Inscrits                 | Inscrits          | Inscrits       | 3 614        | 100,00       | 3 614       | 100,00      |        |        |
| Abstentions              | Abstentions       | Abstentions    | 1 169        | 32,35        | 1 081       | 29,91       |        |        |
| Votants                  | Votants           | Votants        | 2 445        | 67,65        | 2 533       | 70,09       |        |        |
| Blancs et nuls           | Blancs et nuls    | Blancs et nuls | 51           | 2,09         | 59          | 2,33        |        |        |
| Exprimés                 | Exprimés          | Exprimés       | 2 394        | 97,91        | 2 474       | 97,67       |        |        |
| * Liste du maire sortant |                   |                |              |              |             |             |        |        |

### Hyères
- Maire sortant : Jacques Politi (DVD)
- 45 sièges à pourvoir au conseil municipal (population légale 2011 : 54 527 habitants)
- 10 sièges à pourvoir au conseil communautaire (Métropole Toulon-Provence-Méditerranée)

| Tête de liste            | Tête de liste     | Liste          | Premier tour | Premier tour | Second tour | Second tour | Sièges | Sièges |
| Tête de liste            | Tête de liste     | Liste          | Voix         | %            | Voix        | %           | CM     | CC     |
| ------------------------ | ----------------- | -------------- | ------------ | ------------ | ----------- | ----------- | ------ | ------ |
|                          | Jacques Politi *  | DVD            | 6 919        | 27,64        | 9 202       | 35,80       | 8      | 2      |
|                          | Jean-Pierre Giran | UMP            | 6 247        | 24,96        | 10 204      | 39,70       | 32     | 8      |
|                          | Bruno Gollnisch   | FN             | 4 498        | 17,97        | 3 384       | 13,16       | 3      |        |
|                          | William Seemuller | PS-PCF-EELV    | 3 783        | 15,11        | 2 912       | 11,32       | 2      |        |
|                          | Francis Roux      | UDI-MoDem      | 3 578        | 14,29        |             |             |        |        |
|                          |                   |                |              |              |             |             |        |        |
| Inscrits                 | Inscrits          | Inscrits       | 40 601       | 100,00       | 40 603      | 100,00      |        |        |
| Abstentions              | Abstentions       | Abstentions    | 15 004       | 36,95        | 14 326      | 35,28       |        |        |
| Votants                  | Votants           | Votants        | 25 597       | 63,05        | 26 277      | 64,72       |        |        |
| Blancs et nuls           | Blancs et nuls    | Blancs et nuls | 572          | 2,23         | 575         | 2,19        |        |        |
| Exprimés                 | Exprimés          | Exprimés       | 25 025       | 97,77        | 25 702      | 97,81       |        |        |
| * Liste du maire sortant |                   |                |              |              |             |             |        |        |

### Le Lavandou
- Maire sortant : Gil Bernardi (UMP)
- 29 sièges à pourvoir au conseil municipal (population légale 2011 : 5 356 habitants)
- 3 sièges à pourvoir au conseil communautaire (CC Méditerranée Porte des Maures)

|                          | Gil Bernardi *       | UMP            | 1 994 | 55,45  | 23 | 3 |  |  |
|                          | Jean-Laurent Félizia | DVG            | 866   | 24,08  | 3  |   |  |  |
|                          | Thierry Saussez      | DVD            | 736   | 20,46  | 3  |   |  |  |
|                          |                      |                |       |        |    |   |  |  |
| Inscrits                 | Inscrits             | Inscrits       | 5 113 | 100,00 |    |   |  |  |
| Abstentions              | Abstentions          | Abstentions    | 1 420 | 27,77  |    |   |  |  |
| Votants                  | Votants              | Votants        | 3 693 | 72,23  |    |   |  |  |
| Blancs et nuls           | Blancs et nuls       | Blancs et nuls | 97    | 2,63   |    |   |  |  |
| Exprimés                 | Exprimés             | Exprimés       | 3 596 | 97,37  |    |   |  |  |
| * Liste du maire sortant |                      |                |       |        |    |   |  |  |

### La Londe-les-Maures
- Maire sortant : François de Canson (UMP)
- 29 sièges à pourvoir au conseil municipal (population légale 2011 : 9 918 habitants)
- 5 sièges à pourvoir au conseil communautaire (CC Méditerranée Porte des Maures)

|                          | François de Canson * | UMP-UDI        | 5 647 | 85,03  | 27 | 5 |  |  |
|                          | Marc Kennel          | DVG            | 994   | 14,96  | 2  |   |  |  |
|                          |                      |                |       |        |    |   |  |  |
| Inscrits                 | Inscrits             | Inscrits       | 9 039 | 100,00 |    |   |  |  |
| Abstentions              | Abstentions          | Abstentions    | 2 182 | 24,14  |    |   |  |  |
| Votants                  | Votants              | Votants        | 6 857 | 75,86  |    |   |  |  |
| Blancs et nuls           | Blancs et nuls       | Blancs et nuls | 216   | 3,15   |    |   |  |  |
| Exprimés                 | Exprimés             | Exprimés       | 6 641 | 96,85  |    |   |  |  |
| * Liste du maire sortant |                      |                |       |        |    |   |  |  |

### Lorgues
- Maire sortant : Claude Alemagna (UMP)
- 29 sièges à pourvoir au conseil municipal (population légale 2011 : 9 004 habitants)
- 5 sièges à pourvoir au conseil communautaire (CA Dracénie Provence Verdon agglomération)

|                          | Claude Alemagna *  | UMP            | 2 712 | 52,67  | 23 | 5 |  |  |
|                          | Jean-Luc Meyer     | SE             | 1 241 | 24,10  | 3  |   |  |  |
|                          | Jean-Bernard Formé | FN             | 852   | 16,54  | 2  |   |  |  |
|                          | Philippe Balp      | DVG            | 344   | 6,68   | 1  |   |  |  |
|                          |                    |                |       |        |    |   |  |  |
| Inscrits                 | Inscrits           | Inscrits       | 7 158 | 100,00 |    |   |  |  |
| Abstentions              | Abstentions        | Abstentions    | 1 927 | 26,92  |    |   |  |  |
| Votants                  | Votants            | Votants        | 5 231 | 73,08  |    |   |  |  |
| Blancs et nuls           | Blancs et nuls     | Blancs et nuls | 82    | 1,57   |    |   |  |  |
| Exprimés                 | Exprimés           | Exprimés       | 5 149 | 98,43  |    |   |  |  |
| * Liste du maire sortant |                    |                |       |        |    |   |  |  |

### Le Luc
- Maire sortant : André Raufast (PS)
- 29 sièges à pourvoir au conseil municipal (population légale 2011 : 9 532 habitants)
- 5 sièges à pourvoir au conseil communautaire (CC Cœur du Var)

| Tête de liste            | Tête de liste         | Liste          | Premier tour | Premier tour | Second tour | Second tour | Sièges | Sièges |
| Tête de liste            | Tête de liste         | Liste          | Voix         | %            | Voix        | %           | CM     | CC     |
| ------------------------ | --------------------- | -------------- | ------------ | ------------ | ----------- | ----------- | ------ | ------ |
|                          | Philippe De La Grange | FN             | 1 648        | 36,94        | 1 938       | 42,02       | 21     | 4      |
|                          | Dominique Lain        | DVD            | 1 077        | 24,14        | 1 887       | 40,92       | 6      | 1      |
|                          | André Raufast *       | DVG            | 760          | 17,03        | 40          | 0,86        |        |        |
|                          | Ali Torchi            | SE             | 697          | 15,62        | 746         | 16,17       | 2      |        |
|                          | Jean-Marie Bernardi   | PCF-DVG        | 279          | 6,25         |             |             |        |        |
|                          |                       |                |              |              |             |             |        |        |
| Inscrits                 | Inscrits              | Inscrits       | 6 877        | 100,00       | 6 877       | 100,00      |        |        |
| Abstentions              | Abstentions           | Abstentions    | 2 302        | 33,47        | 2 099       | 30,52       |        |        |
| Votants                  | Votants               | Votants        | 4 575        | 66,53        | 4 778       | 69,48       |        |        |
| Blancs et nuls           | Blancs et nuls        | Blancs et nuls | 114          | 2,49         | 167         | 3,50        |        |        |
| Exprimés                 | Exprimés              | Exprimés       | 4 461        | 97,51        | 4 611       | 96,50       |        |        |
| * Liste du maire sortant |                       |                |              |              |             |             |        |        |

### Montauroux
- Maire sortant : Jean-Pierre Bottero (UMP)
- 29 sièges à pourvoir au conseil municipal (population légale 2011 : 5 916 habitants)
- 5 sièges à pourvoir au conseil communautaire (CC du Pays de Fayence)

|                | Jean-Yves Huet      | DVD            | 1 663 | 56,81  | 23 | 5 |  |  |
|                | Éric Gal            | UMP            | 668   | 22,82  | 3  |   |  |  |
|                | Pierre-Jean Alfonsi | DVD            | 596   | 20,36  | 3  |   |  |  |
|                |                     |                |       |        |    |   |  |  |
| Inscrits       | Inscrits            | Inscrits       | 4 440 | 100,00 |    |   |  |  |
| Abstentions    | Abstentions         | Abstentions    | 1 424 | 32,07  |    |   |  |  |
| Votants        | Votants             | Votants        | 3 016 | 67,93  |    |   |  |  |
| Blancs et nuls | Blancs et nuls      | Blancs et nuls | 89    | 2,95   |    |   |  |  |
| Exprimés       | Exprimés            | Exprimés       | 2 927 | 97,05  |    |   |  |  |

### Le Muy
- Maire sortant : Liliane Boyer (UMP)
- 29 sièges à pourvoir au conseil municipal (population légale 2011 : 9 189 habitants)
- 5 sièges à pourvoir au conseil communautaire (CA Dracénie Provence Verdon agglomération)

| Tête de liste            | Tête de liste      | Liste          | Premier tour | Premier tour | Second tour | Second tour | Sièges | Sièges |
| Tête de liste            | Tête de liste      | Liste          | Voix         | %            | Voix        | %           | CM     | CC     |
| ------------------------ | ------------------ | -------------- | ------------ | ------------ | ----------- | ----------- | ------ | ------ |
|                          | Liliane Boyer *    | DVD            | 1 613        | 38,01        | 1 930       | 44,16       | 21     | 4      |
|                          | Franck Ambrosino   | EXD            | 1 169        | 27,55        | 1 397       | 31,96       | 5      | 1      |
|                          | Christian Aldeguer | DVG            | 899          | 21,18        | 1 043       | 23,86       | 3      |        |
|                          | Serge Lahondes     | DVD            | 562          | 13,24        |             |             |        |        |
|                          |                    |                |              |              |             |             |        |        |
| Inscrits                 | Inscrits           | Inscrits       | 6 246        | 100,00       | 6 246       | 100,00      |        |        |
| Abstentions              | Abstentions        | Abstentions    | 1 883        | 30,15        | 1 786       | 28,59       |        |        |
| Votants                  | Votants            | Votants        | 4 363        | 69,85        | 4 460       | 71,41       |        |        |
| Blancs et nuls           | Blancs et nuls     | Blancs et nuls | 120          | 2,75         | 90          | 2,02        |        |        |
| Exprimés                 | Exprimés           | Exprimés       | 4 243        | 97,25        | 4 370       | 97,98       |        |        |
| * Liste du maire sortant |                    |                |              |              |             |             |        |        |

### Nans-les-Pins
- Maire sortant : Pierrette Lopez
- 27 sièges à pourvoir au conseil municipal (population légale 2011 : 4 141 habitants)
- 5 sièges à pourvoir au conseil communautaire (CA de la Provence Verte)

|                          | Pierrette Lopez * | DVD            | 1 043 | 51,25  | 22 | 4 |  |  |
|                          | Franck Sanfilippo | DVD            | 618   | 30,36  | 4  | 1 |  |  |
|                          | Cécile Laublet    | DVG            | 254   | 12,48  | 1  |   |  |  |
|                          | Josiane Filoni    | DVD            | 120   | 5,89   |    |   |  |  |
|                          |                   |                |       |        |    |   |  |  |
| Inscrits                 | Inscrits          | Inscrits       | 3 116 | 100,00 |    |   |  |  |
| Abstentions              | Abstentions       | Abstentions    | 958   | 30,74  |    |   |  |  |
| Votants                  | Votants           | Votants        | 2 158 | 69,26  |    |   |  |  |
| Blancs et nuls           | Blancs et nuls    | Blancs et nuls | 123   | 5,70   |    |   |  |  |
| Exprimés                 | Exprimés          | Exprimés       | 2 035 | 94,30  |    |   |  |  |
| * Liste du maire sortant |                   |                |       |        |    |   |  |  |

### Ollioules
- Maire sortant : Robert Beneventi (UMP)
- 33 sièges à pourvoir au conseil municipal (population légale 2011 : 13 023 habitants)
- 2 sièges à pourvoir au conseil communautaire (Métropole Toulon-Provence-Méditerranée)

|                          | Robert Beneventi * | UMP-UDI        | 4 392  | 72,66  | 29 | 2 |  |  |
|                          | Gerard Bauer       | FN             | 858    | 14,19  | 2  |   |  |  |
|                          | Raymond Hamoneau   | PS-PCF-EELV    | 794    | 13,13  | 2  |   |  |  |
|                          |                    |                |        |        |    |   |  |  |
| Inscrits                 | Inscrits           | Inscrits       | 10 038 | 100,00 |    |   |  |  |
| Abstentions              | Abstentions        | Abstentions    | 3 852  | 38,37  |    |   |  |  |
| Votants                  | Votants            | Votants        | 6 186  | 61,63  |    |   |  |  |
| Blancs et nuls           | Blancs et nuls     | Blancs et nuls | 142    | 2,30   |    |   |  |  |
| Exprimés                 | Exprimés           | Exprimés       | 6 044  | 97,70  |    |   |  |  |
| * Liste du maire sortant |                    |                |        |        |    |   |  |  |

### Pierrefeu-du-Var
- Maire sortant : Patrick Martinelli (DVG)
- 29 sièges à pourvoir au conseil municipal (population légale 2011 : 5 707 habitants)
- 3 sièges à pourvoir au conseil communautaire (CC Méditerranée Porte des Maures)

|                          | Patrick Martinelli * | DVG            | 2 083 | 69,85  | 25 | 3 |  |  |
|                          | Jean-Pierre Lanza    | DVD            | 899   | 30,14  | 4  |   |  |  |
|                          |                      |                |       |        |    |   |  |  |
| Inscrits                 | Inscrits             | Inscrits       | 4 260 | 100,00 |    |   |  |  |
| Abstentions              | Abstentions          | Abstentions    | 1 133 | 26,60  |    |   |  |  |
| Votants                  | Votants              | Votants        | 3 127 | 73,40  |    |   |  |  |
| Blancs et nuls           | Blancs et nuls       | Blancs et nuls | 145   | 4,64   |    |   |  |  |
| Exprimés                 | Exprimés             | Exprimés       | 2 982 | 95,36  |    |   |  |  |
| * Liste du maire sortant |                      |                |       |        |    |   |  |  |

### Pignans
- Maire sortant : Robert Michel
- 23 sièges à pourvoir au conseil municipal (population légale 2011 : 3 476 habitants)
- 3 sièges à pourvoir au conseil communautaire (CC Cœur du Var)

|                          | Robert Michel * | UMP            | 997   | 51,81  | 18 | 2 |  |  |
|                          | Fernand Brun    | DVG            | 927   | 48,18  | 5  | 1 |  |  |
|                          |                 |                |       |        |    |   |  |  |
| Inscrits                 | Inscrits        | Inscrits       | 2 704 | 100,00 |    |   |  |  |
| Abstentions              | Abstentions     | Abstentions    | 678   | 25,07  |    |   |  |  |
| Votants                  | Votants         | Votants        | 2 026 | 74,93  |    |   |  |  |
| Blancs et nuls           | Blancs et nuls  | Blancs et nuls | 102   | 5,03   |    |   |  |  |
| Exprimés                 | Exprimés        | Exprimés       | 1 924 | 94,97  |    |   |  |  |
| * Liste du maire sortant |                 |                |       |        |    |   |  |  |

### Pourrières
- Maire sortant : Sébastien Bourlin
- 27 sièges à pourvoir au conseil municipal (population légale 2011 : 4 493 habitants)
- 5 sièges à pourvoir au conseil communautaire (CA de la Provence Verte)

|                          | Sébastien Bourlin * | DVD            | 1 529 | 58,31  | 22 | 5 |  |  |
|                          | Pierre Coste        | SE             | 675   | 25,74  | 3  |   |  |  |
|                          | Frédéric Clay       | FN             | 418   | 15,94  | 2  |   |  |  |
|                          |                     |                |       |        |    |   |  |  |
| Inscrits                 | Inscrits            | Inscrits       | 3 862 | 100,00 |    |   |  |  |
| Abstentions              | Abstentions         | Abstentions    | 1 150 | 29,78  |    |   |  |  |
| Votants                  | Votants             | Votants        | 2 712 | 70,22  |    |   |  |  |
| Blancs et nuls           | Blancs et nuls      | Blancs et nuls | 90    | 3,32   |    |   |  |  |
| Exprimés                 | Exprimés            | Exprimés       | 2 622 | 96,68  |    |   |  |  |
| * Liste du maire sortant |                     |                |       |        |    |   |  |  |

### Le Pradet
- Maire sortant : Bernard Pezery (DVG)
- 33 sièges à pourvoir au conseil municipal (population légale 2011 : 11 401 habitants)
- 2 sièges à pourvoir au conseil communautaire (Métropole Toulon-Provence-Méditerranée)

| Tête de liste            | Tête de liste         | Liste          | Premier tour | Premier tour | Second tour | Second tour | Sièges | Sièges |
| Tête de liste            | Tête de liste         | Liste          | Voix         | %            | Voix        | %           | CM     | CC     |
| ------------------------ | --------------------- | -------------- | ------------ | ------------ | ----------- | ----------- | ------ | ------ |
|                          | Hervé Stassinos       | UMP-UDI        | 1 847        | 29,78        | 3 106       | 47,94       | 25     | 2      |
|                          | Bernard Pezery *      | DVG            | 1 766        | 28,47        | 2 833       | 43,73       | 7      |        |
|                          | Lionel Riquelme       | DVD            | 880          | 14,19        |             |             |        |        |
|                          | Jean-Michel Bruni     | DVG            | 754          | 12,15        |             |             |        |        |
|                          | Pierre-Laurent Chable | FN             | 715          | 11,53        | 539         | 8,32        | 1      |        |
|                          | Gilberte Mandon       | FG-PCF         | 239          | 3,85         |             |             |        |        |
|                          |                       |                |              |              |             |             |        |        |
| Inscrits                 | Inscrits              | Inscrits       | 8 981        | 100,00       | 8 981       | 100,00      |        |        |
| Abstentions              | Abstentions           | Abstentions    | 2 687        | 29,92        | 2 376       | 26,46       |        |        |
| Votants                  | Votants               | Votants        | 6 294        | 70,08        | 6 605       | 73,54       |        |        |
| Blancs et nuls           | Blancs et nuls        | Blancs et nuls | 93           | 1,48         | 127         | 1,92        |        |        |
| Exprimés                 | Exprimés              | Exprimés       | 6 201        | 98,52        | 6 478       | 98,08       |        |        |
| * Liste du maire sortant |                       |                |              |              |             |             |        |        |

### Puget-sur-Argens
- Maire sortant : Paul Boudoube (DVD)
- 29 sièges à pourvoir au conseil municipal (population légale 2011 : 6 630 habitants)
- 7 sièges à pourvoir au conseil communautaire (CA Estérel Côte d'Azur Agglomération)

|                          | Paul Boudoube * | DVD            | 1 939 | 51,84  | 22 | 6 |  |  |
|                          | Christel Lions  | DVD            | 987   | 26,39  | 4  | 1 |  |  |
|                          | Frédéric Cazala | FN             | 814   | 21,76  | 3  |   |  |  |
|                          |                 |                |       |        |    |   |  |  |
| Inscrits                 | Inscrits        | Inscrits       | 5 796 | 100,00 |    |   |  |  |
| Abstentions              | Abstentions     | Abstentions    | 1 944 | 33,54  |    |   |  |  |
| Votants                  | Votants         | Votants        | 3 852 | 66,46  |    |   |  |  |
| Blancs et nuls           | Blancs et nuls  | Blancs et nuls | 112   | 2,91   |    |   |  |  |
| Exprimés                 | Exprimés        | Exprimés       | 3 740 | 97,09  |    |   |  |  |
| * Liste du maire sortant |                 |                |       |        |    |   |  |  |

### Puget-Ville
- Maire sortant : Max Bastide
- 27 sièges à pourvoir au conseil municipal (population légale 2011 : 3 878 habitants)
- 4 sièges à pourvoir au conseil communautaire (CC Cœur du Var)

|                | Catherine Altare | DVD            | 1 119 | 57,09  | 21 | 3 |  |  |
|                | Raymond Perelli  | DVG            | 841   | 42,90  | 6  | 1 |  |  |
|                |                  |                |       |        |    |   |  |  |
| Inscrits       | Inscrits         | Inscrits       | 2 830 | 100,00 |    |   |  |  |
| Abstentions    | Abstentions      | Abstentions    | 790   | 27,92  |    |   |  |  |
| Votants        | Votants          | Votants        | 2 040 | 72,08  |    |   |  |  |
| Blancs et nuls | Blancs et nuls   | Blancs et nuls | 80    | 3,92   |    |   |  |  |
| Exprimés       | Exprimés         | Exprimés       | 1 960 | 96,08  |    |   |  |  |

### Le Revest-les-Eaux
- Maire sortant : Ange Musso
- 27 sièges à pourvoir au conseil municipal (population légale 2011 : 3 644 habitants)
- 1 sièges à pourvoir au conseil communautaire (Métropole Toulon-Provence-Méditerranée)

|                          | Ange Musso *        | DVD            | 1 481 | 71,82  | 24 | 1 |  |  |
|                          | Marie-Claude Rocchi | DVG            | 581   | 28,17  | 3  |   |  |  |
|                          |                     |                |       |        |    |   |  |  |
| Inscrits                 | Inscrits            | Inscrits       | 3 278 | 100,00 |    |   |  |  |
| Abstentions              | Abstentions         | Abstentions    | 1 114 | 33,98  |    |   |  |  |
| Votants                  | Votants             | Votants        | 2 164 | 66,02  |    |   |  |  |
| Blancs et nuls           | Blancs et nuls      | Blancs et nuls | 102   | 4,71   |    |   |  |  |
| Exprimés                 | Exprimés            | Exprimés       | 2 062 | 95,29  |    |   |  |  |
| * Liste du maire sortant |                     |                |       |        |    |   |  |  |

### Rians
- Maire sortant : Yves Mancer
- 27 sièges à pourvoir au conseil municipal (population légale 2011 : 4 253 habitants)
- 7 sièges à pourvoir au conseil communautaire (CC Provence Verdon)

|                          | Yves Mancer *      | DVD            | 1 133 | 50,17  | 21 | 6 |  |  |
|                          | Nicolas Bremond    | DVD            | 713   | 31,57  | 4  | 1 |  |  |
|                          | Pierre Espitalier  | DVG            | 251   | 11,11  | 1  |   |  |  |
|                          | Vincent Rapastelli | SE             | 161   | 7,13   | 1  |   |  |  |
|                          |                    |                |       |        |    |   |  |  |
| Inscrits                 | Inscrits           | Inscrits       | 3 549 | 100,00 |    |   |  |  |
| Abstentions              | Abstentions        | Abstentions    | 1 201 | 33,84  |    |   |  |  |
| Votants                  | Votants            | Votants        | 2 348 | 66,16  |    |   |  |  |
| Blancs et nuls           | Blancs et nuls     | Blancs et nuls | 90    | 3,83   |    |   |  |  |
| Exprimés                 | Exprimés           | Exprimés       | 2 258 | 96,17  |    |   |  |  |
| * Liste du maire sortant |                    |                |       |        |    |   |  |  |

### Rocbaron
- Maire sortant : Jean-Claude Félix
- 27 sièges à pourvoir au conseil municipal (population légale 2011 : 3 735 habitants)
- 6 sièges à pourvoir au conseil communautaire (CA de la Provence Verte)

|                          | Jean-Claude Félix * | DVD            | 1 157 | 51,86  | 21 | 5 |  |  |
|                          | Dominique Quinchon  | DVG            | 1 074 | 48,13  | 6  | 1 |  |  |
|                          |                     |                |       |        |    |   |  |  |
| Inscrits                 | Inscrits            | Inscrits       | 3 521 | 100,00 |    |   |  |  |
| Abstentions              | Abstentions         | Abstentions    | 1 217 | 34,56  |    |   |  |  |
| Votants                  | Votants             | Votants        | 2 304 | 65,44  |    |   |  |  |
| Blancs et nuls           | Blancs et nuls      | Blancs et nuls | 73    | 3,17   |    |   |  |  |
| Exprimés                 | Exprimés            | Exprimés       | 2 231 | 96,83  |    |   |  |  |
| * Liste du maire sortant |                     |                |       |        |    |   |  |  |

### Roquebrune-sur-Argens
- Maire sortant : Luc Jousse (UMP)
- 33 sièges à pourvoir au conseil municipal (population légale 2011 : 12 308 habitants)
- 7 sièges à pourvoir au conseil communautaire (CA Estérel Côte d'Azur Agglomération)

| Tête de liste            | Tête de liste      | Liste          | Premier tour | Premier tour | Second tour | Second tour | Sièges | Sièges |
| Tête de liste            | Tête de liste      | Liste          | Voix         | %            | Voix        | %           | CM     | CC     |
| ------------------------ | ------------------ | -------------- | ------------ | ------------ | ----------- | ----------- | ------ | ------ |
|                          | Luc Jousse *       | UMP            | 3 102        | 38,43        | 3 639       | 43,73       | 24     | 6      |
|                          | Jean Cayron        | DVD            | 2 295        | 28,43        | 3 477       | 41,78       | 7      | 1      |
|                          | Joël Pasquette     | FN             | 1 026        | 12,71        | 738         | 8,86        | 1      |        |
|                          | Francesco Lio      | DVD            | 823          | 10,19        | 467         | 5,61        | 1      |        |
|                          | Martine Bouvard    | DVG            | 593          | 7,34         |             |             |        |        |
|                          | Vincent Adelantado | EXD            | 232          | 2,87         |             |             |        |        |
|                          |                    |                |              |              |             |             |        |        |
| Inscrits                 | Inscrits           | Inscrits       | 11 857       | 100,00       | 11 857      | 100,00      |        |        |
| Abstentions              | Abstentions        | Abstentions    | 3 503        | 29,54        | 3 329       | 28,08       |        |        |
| Votants                  | Votants            | Votants        | 8 354        | 70,46        | 8 528       | 71,92       |        |        |
| Blancs et nuls           | Blancs et nuls     | Blancs et nuls | 283          | 3,39         | 207         | 2,43        |        |        |
| Exprimés                 | Exprimés           | Exprimés       | 8 071        | 96,61        | 8 321       | 97,57       |        |        |
| * Liste du maire sortant |                    |                |              |              |             |             |        |        |

### Saint-Cyr-sur-Mer
- Maire sortant : Philippe Barthélemy (UMP)
- 33 sièges à pourvoir au conseil municipal (population légale 2011 : 11 769 habitants)
- 8 sièges à pourvoir au conseil communautaire (CA Sud Sainte Baume)

|                          | Philippe Barthélemy * | UMP-UDI        | 3 356  | 51,87  | 26 | 7 |  |  |
|                          | Élisabeth Lalesart    | FN             | 1 399  | 21,62  | 3  | 1 |  |  |
|                          | Claude Giuliano       | SE             | 946    | 14,62  | 2  |   |  |  |
|                          | Philippe Serre        | PS-DVG         | 768    | 11,87  | 2  |   |  |  |
|                          |                       |                |        |        |    |   |  |  |
| Inscrits                 | Inscrits              | Inscrits       | 10 724 | 100,00 |    |   |  |  |
| Abstentions              | Abstentions           | Abstentions    | 4 112  | 38,34  |    |   |  |  |
| Votants                  | Votants               | Votants        | 6 612  | 61,66  |    |   |  |  |
| Blancs et nuls           | Blancs et nuls        | Blancs et nuls | 143    | 2,16   |    |   |  |  |
| Exprimés                 | Exprimés              | Exprimés       | 6 469  | 97,84  |    |   |  |  |
| * Liste du maire sortant |                       |                |        |        |    |   |  |  |

### Saint-Mandrier-sur-Mer
- Maire sortant : Gilles Vincent (UMP)
- 29 sièges à pourvoir au conseil municipal (population légale 2011 : 5 708 habitants)
- 1 sièges à pourvoir au conseil communautaire (Métropole Toulon-Provence-Méditerranée)

|                          | Gilles Vincent * | UMP            | 1 731 | 58,49  | 24 | 1 |  |  |
|                          | Jacques Esposito | DVD            | 927   | 31,32  | 4  |   |  |  |
|                          | Jean Poumaroux   | FN             | 301   | 10,17  | 1  |   |  |  |
|                          |                  |                |       |        |    |   |  |  |
| Inscrits                 | Inscrits         | Inscrits       | 4 542 | 100,00 |    |   |  |  |
| Abstentions              | Abstentions      | Abstentions    | 1 520 | 33,47  |    |   |  |  |
| Votants                  | Votants          | Votants        | 3 022 | 66,53  |    |   |  |  |
| Blancs et nuls           | Blancs et nuls   | Blancs et nuls | 63    | 2,08   |    |   |  |  |
| Exprimés                 | Exprimés         | Exprimés       | 2 959 | 97,92  |    |   |  |  |
| * Liste du maire sortant |                  |                |       |        |    |   |  |  |

### Saint-Maximin-la-Sainte-Baume
- Maire sortant : Alain Penal (UMP)
- 33 sièges à pourvoir au conseil municipal (population légale 2011 : 14 587 habitants)
- 10 sièges à pourvoir au conseil communautaire (CA de la Provence Verte)

| Tête de liste  | Tête de liste               | Liste          | Premier tour | Premier tour | Second tour | Second tour | Sièges | Sièges |
| Tête de liste  | Tête de liste               | Liste          | Voix         | %            | Voix        | %           | CM     | CC     |
| -------------- | --------------------------- | -------------- | ------------ | ------------ | ----------- | ----------- | ------ | ------ |
|                | Christine Lanfranchi Dorgal | UMP            | 2 524        | 31,87        | 3 496       | 42,43       | 24     | 7      |
|                | Alain Decanis               | DVG            | 2 417        | 30,52        | 3 317       | 40,25       | 6      | 2      |
|                | Gilles Perez                | FN             | 1 661        | 20,97        | 1 426       | 17,30       | 3      | 1      |
|                | Jean-François Bart          | DVD            | 1 317        | 16,63        |             |             |        |        |
|                |                             |                |              |              |             |             |        |        |
| Inscrits       | Inscrits                    | Inscrits       | 12 597       | 100,00       | 12 592      | 100,00      |        |        |
| Abstentions    | Abstentions                 | Abstentions    | 4 482        | 35,58        | 4 145       | 32,92       |        |        |
| Votants        | Votants                     | Votants        | 8 115        | 64,42        | 8 447       | 67,08       |        |        |
| Blancs et nuls | Blancs et nuls              | Blancs et nuls | 196          | 2,42         | 208         | 2,46        |        |        |
| Exprimés       | Exprimés                    | Exprimés       | 7 919        | 97,58        | 8 239       | 97,54       |        |        |

### Saint-Raphaël
- Maire sortant : Georges Ginesta (UMP)
- 39 sièges à pourvoir au conseil municipal (population légale 2011 : 33 624 habitants)
- 17 sièges à pourvoir au conseil communautaire (CA Estérel Côte d'Azur Agglomération)

|                          | Jordi Dit Georges Ginesta * | UMP            | 9 843  | 55,97  | 31 | 14 |  |  |
|                          | Nicolas Melnikowicz         | FN             | 4 470  | 25,41  | 5  | 2  |  |  |
|                          | Jean-Pierre Meynet          | PS             | 1 887  | 10,73  | 2  | 1  |  |  |
|                          | Alain Revillon              | DVD            | 1 386  | 7,88   | 1  |    |  |  |
|                          |                             |                |        |        |    |    |  |  |
| Inscrits                 | Inscrits                    | Inscrits       | 30 028 | 100,00 |    |    |  |  |
| Abstentions              | Abstentions                 | Abstentions    | 11 853 | 39,47  |    |    |  |  |
| Votants                  | Votants                     | Votants        | 18 175 | 60,53  |    |    |  |  |
| Blancs et nuls           | Blancs et nuls              | Blancs et nuls | 589    | 3,24   |    |    |  |  |
| Exprimés                 | Exprimés                    | Exprimés       | 17 586 | 96,76  |    |    |  |  |
| * Liste du maire sortant |                             |                |        |        |    |    |  |  |

### Saint-Tropez
- Maire sortant : Jean-Pierre Tuveri
- 27 sièges à pourvoir au conseil municipal (population légale 2011 : 4 499 habitants)
- 4 sièges à pourvoir au conseil communautaire (CC du golfe de Saint-Tropez)

| Tête de liste            | Tête de liste        | Liste          | Premier tour | Premier tour | Second tour | Second tour | Sièges | Sièges |
| Tête de liste            | Tête de liste        | Liste          | Voix         | %            | Voix        | %           | CM     | CC     |
| ------------------------ | -------------------- | -------------- | ------------ | ------------ | ----------- | ----------- | ------ | ------ |
|                          | Jean-Pierre Tuveri * | DVD            | 1 340        | 38,50        | 1 680       | 47,19       | 20     | 3      |
|                          | Jean-Michel Couve    | UMP            | 628          | 18,04        | 1 038       | 29,15       | 4      | 1      |
|                          | Alain Spada          | DVD            | 609          | 17,50        | 842         | 23,65       | 3      |        |
|                          | Michel Mede          | DVD            | 461          | 13,24        |             |             |        |        |
|                          | Véranne Guerin       | DVD            | 442          | 12,70        |             |             |        |        |
|                          |                      |                |              |              |             |             |        |        |
| Inscrits                 | Inscrits             | Inscrits       | 4 849        | 100,00       | 4 849       | 100,00      |        |        |
| Abstentions              | Abstentions          | Abstentions    | 1 280        | 26,40        | 1 198       | 24,71       |        |        |
| Votants                  | Votants              | Votants        | 3 569        | 73,60        | 3 651       | 75,29       |        |        |
| Blancs et nuls           | Blancs et nuls       | Blancs et nuls | 89           | 2,49         | 91          | 2,49        |        |        |
| Exprimés                 | Exprimés             | Exprimés       | 3 480        | 97,51        | 3 560       | 97,51       |        |        |
| * Liste du maire sortant |                      |                |              |              |             |             |        |        |

### Saint-Zacharie
- Maire sortant : Pierre Coulomb
- 27 sièges à pourvoir au conseil municipal (population légale 2011 : 4 972 habitants)
- 3 sièges à pourvoir au conseil communautaire (Métropole d'Aix-Marseille-Provence)

|                          | Pierre Coulomb * | DVG            | 1 899 | 57,94  | 22 | 2 |  |  |
|                          | André Zotian     | SE             | 1 051 | 32,07  | 4  | 1 |  |  |
|                          | Eléonore Locato  | DVD            | 327   | 9,97   | 1  |   |  |  |
|                          |                  |                |       |        |    |   |  |  |
| Inscrits                 | Inscrits         | Inscrits       | 4 342 | 100,00 |    |   |  |  |
| Abstentions              | Abstentions      | Abstentions    | 1 004 | 23,12  |    |   |  |  |
| Votants                  | Votants          | Votants        | 3 338 | 76,88  |    |   |  |  |
| Blancs et nuls           | Blancs et nuls   | Blancs et nuls | 61    | 1,83   |    |   |  |  |
| Exprimés                 | Exprimés         | Exprimés       | 3 277 | 98,17  |    |   |  |  |
| * Liste du maire sortant |                  |                |       |        |    |   |  |  |

### Sainte-Maxime
- Maire sortant : Vincent Morisse (DVD)
- 33 sièges à pourvoir au conseil municipal (population légale 2011 : 13 337 habitants)
- 6 sièges à pourvoir au conseil communautaire (CC du golfe de Saint-Tropez)

|                          | Vincent Morisse * | DVD            | 4 252  | 56,35  | 26 | 5 |  |  |
|                          | Thierry Gobino    | DVD            | 1 967  | 26,07  | 4  | 1 |  |  |
|                          | Bernard Rolland   | DVD            | 1 326  | 17,57  | 3  |   |  |  |
|                          |                   |                |        |        |    |   |  |  |
| Inscrits                 | Inscrits          | Inscrits       | 11 255 | 100,00 |    |   |  |  |
| Abstentions              | Abstentions       | Abstentions    | 3 521  | 31,28  |    |   |  |  |
| Votants                  | Votants           | Votants        | 7 734  | 68,72  |    |   |  |  |
| Blancs et nuls           | Blancs et nuls    | Blancs et nuls | 189    | 2,44   |    |   |  |  |
| Exprimés                 | Exprimés          | Exprimés       | 7 545  | 97,56  |    |   |  |  |
| * Liste du maire sortant |                   |                |        |        |    |   |  |  |

### Salernes
- Maire sortant : Nicole Fanelli-Emphoux
- 27 sièges à pourvoir au conseil municipal (population légale 2011 : 3 723 habitants)
- 3 sièges à pourvoir au conseil communautaire (CA Dracénie Provence Verdon agglomération)

| Tête de liste            | Tête de liste            | Liste          | Premier tour | Premier tour | Second tour | Second tour | Sièges | Sièges |
| Tête de liste            | Tête de liste            | Liste          | Voix         | %            | Voix        | %           | CM     | CC     |
| ------------------------ | ------------------------ | -------------- | ------------ | ------------ | ----------- | ----------- | ------ | ------ |
|                          | Nicole Fanelli-Emphoux * | DVG            | 757          | 35,12        | 909         | 39,67       | 19     | 2      |
|                          | Francine Regazzetti      | DVG            | 686          | 31,83        | 804         | 35,09       | 5      | 1      |
|                          | Claude Laugier           | DVD            | 437          | 20,27        | 384         | 16,76       | 2      |        |
|                          | Maurice Olivier          | PCF            | 275          | 12,76        | 194         | 8,46        | 1      |        |
|                          |                          |                |              |              |             |             |        |        |
| Inscrits                 | Inscrits                 | Inscrits       | 3 253        | 100,00       | 3 257       | 100,00      |        |        |
| Abstentions              | Abstentions              | Abstentions    | 950          | 29,20        | 896         | 27,51       |        |        |
| Votants                  | Votants                  | Votants        | 2 303        | 70,80        | 2 361       | 72,49       |        |        |
| Blancs et nuls           | Blancs et nuls           | Blancs et nuls | 148          | 6,43         | 70          | 2,96        |        |        |
| Exprimés                 | Exprimés                 | Exprimés       | 2 155        | 93,57        | 2 291       | 97,04       |        |        |
| * Liste du maire sortant |                          |                |              |              |             |             |        |        |

### Sanary-sur-Mer
- Maire sortant : Ferdinand Bernhard (MoDem)
- 33 sièges à pourvoir au conseil municipal (population légale 2011 : 15 844 habitants)
- 12 sièges à pourvoir au conseil communautaire (CA Sud Sainte Baume)

| Tête de liste            | Tête de liste        | Liste          | Premier tour | Premier tour | Second tour | Second tour | Sièges | Sièges |
| Tête de liste            | Tête de liste        | Liste          | Voix         | %            | Voix        | %           | CM     | CC     |
| ------------------------ | -------------------- | -------------- | ------------ | ------------ | ----------- | ----------- | ------ | ------ |
|                          | Ferdinand Bernhard * | DVD            | 4 248        | 44,88        | 4 969       | 53,76       | 26     | 10     |
|                          | Olivier Thomas       | SE             | 2 513        | 26,55        | 3 302       | 35,72       | 6      | 2      |
|                          | Pierre Relave        | DVD            | 1 050        | 11,09        |             |             |        |        |
|                          | David Guis           | FN             | 970          | 10,24        | 971         | 10,50       | 1      |        |
|                          | Jean-Pierre Meyer    | PCF-PS-EELV    | 683          | 7,21         |             |             |        |        |
|                          |                      |                |              |              |             |             |        |        |
| Inscrits                 | Inscrits             | Inscrits       | 15 662       | 100,00       | 15 662      | 100,00      |        |        |
| Abstentions              | Abstentions          | Abstentions    | 6 037        | 38,55        | 6 153       | 39,29       |        |        |
| Votants                  | Votants              | Votants        | 9 625        | 61,45        | 9 509       | 60,71       |        |        |
| Blancs et nuls           | Blancs et nuls       | Blancs et nuls | 161          | 1,67         | 267         | 2,81        |        |        |
| Exprimés                 | Exprimés             | Exprimés       | 9 464        | 98,33        | 9 242       | 97,19       |        |        |
| * Liste du maire sortant |                      |                |              |              |             |             |        |        |

### La Seyne-sur-Mer
- Maire sortant : Marc Vuillemot (PS)
- 49 sièges à pourvoir au conseil municipal (population légale 2011 : 62 640 habitants)
- 12 sièges à pourvoir au conseil communautaire (Métropole Toulon-Provence-Méditerranée)

| Tête de liste            | Tête de liste       | Liste               | Premier tour | Premier tour | Second tour | Second tour | Sièges | Sièges |
| Tête de liste            | Tête de liste       | Liste               | Voix         | %            | Voix        | %           | CM     | CC     |
| ------------------------ | ------------------- | ------------------- | ------------ | ------------ | ----------- | ----------- | ------ | ------ |
|                          | Marc Vuillemot *    | PS-PCF-EELV-PRG-MRC | 7 598        | 29,26        | 11 511      | 40,14       | 35     | 8      |
|                          | Damien Guttierez    | FN                  | 6 822        | 26,27        | 8 716       | 30,40       | 7      | 2      |
|                          | Philippe Vitel      | UMP                 | 4 409        | 16,97        | 8 444       | 29,45       | 7      | 2      |
|                          | Jean-Pierre Colin   | UDI-MoDem           | 3 325        | 12,80        |             |             |        |        |
|                          | Patrick Martinenq   | DVG                 | 1 460        | 5,62         |             |             |        |        |
|                          | Laurent Richard     | PG-FG               | 843          | 3,24         |             |             |        |        |
|                          | Gilbert Perea       | DVD                 | 827          | 3,18         |             |             |        |        |
|                          | Daniel-Raoul Canépa | DVD                 | 683          | 2,63         |             |             |        |        |
|                          |                     |                     |              |              |             |             |        |        |
| Inscrits                 | Inscrits            | Inscrits            | 45 469       | 100,00       | 45 469      | 100,00      |        |        |
| Abstentions              | Abstentions         | Abstentions         | 18 799       | 41,34        | 16 054      | 35,31       |        |        |
| Votants                  | Votants             | Votants             | 26 670       | 58,66        | 29 415      | 64,69       |        |        |
| Blancs et nuls           | Blancs et nuls      | Blancs et nuls      | 703          | 2,64         | 744         | 2,53        |        |        |
| Exprimés                 | Exprimés            | Exprimés            | 25 967       | 97,36        | 28 671      | 97,47       |        |        |
| * Liste du maire sortant |                     |                     |              |              |             |             |        |        |

### Six-Fours-les-Plages
- Maire sortant : Jean-Sébastien Vialatte (UMP)
- 39 sièges à pourvoir au conseil municipal (population légale 2011 : 34 275 habitants)
- 7 sièges à pourvoir au conseil communautaire (Métropole Toulon-Provence-Méditerranée)

| Tête de liste            | Tête de liste             | Liste          | Premier tour | Premier tour | Second tour | Second tour | Sièges | Sièges |
| Tête de liste            | Tête de liste             | Liste          | Voix         | %            | Voix        | %           | CM     | CC     |
| ------------------------ | ------------------------- | -------------- | ------------ | ------------ | ----------- | ----------- | ------ | ------ |
|                          | Jean-Sébastien Vialatte * | UMP            | 6 764        | 38,75        | 8 798       | 50,04       | 30     | 6      |
|                          | Frédéric Boccaletti       | FN             | 5 150        | 29,51        | 6 113       | 34,77       | 6      | 1      |
|                          | Erik Tamburi              | DVD            | 2 382        | 13,64        | 2 670       | 15,18       | 3      |        |
|                          | Philippe Comani           | PS             | 1 504        | 8,61         |             |             |        |        |
|                          | Josiane Tognetti          | EELV           | 1 131        | 6,48         |             |             |        |        |
|                          | Dominique Lucchetti       | SE             | 520          | 2,97         |             |             |        |        |
|                          |                           |                |              |              |             |             |        |        |
| Inscrits                 | Inscrits                  | Inscrits       | 29 341       | 100,00       | 29 341      | 100,00      |        |        |
| Abstentions              | Abstentions               | Abstentions    | 11 437       | 38,98        | 11 009      | 37,52       |        |        |
| Votants                  | Votants                   | Votants        | 17 904       | 61,02        | 18 332      | 62,48       |        |        |
| Blancs et nuls           | Blancs et nuls            | Blancs et nuls | 453          | 2,53         | 751         | 4,10        |        |        |
| Exprimés                 | Exprimés                  | Exprimés       | 17 451       | 97,47        | 17 581      | 95,90       |        |        |
| * Liste du maire sortant |                           |                |              |              |             |             |        |        |

### Solliès-Pont
- Maire sortant : André Garron (DVD)
- 33 sièges à pourvoir au conseil municipal (population légale 2011 : 11 568 habitants)
- 8 sièges à pourvoir au conseil communautaire (CC de la Vallée du Gapeau)

| Tête de liste            | Tête de liste       | Liste          | Premier tour | Premier tour | Second tour | Second tour | Sièges | Sièges |
| Tête de liste            | Tête de liste       | Liste          | Voix         | %            | Voix        | %           | CM     | CC     |
| ------------------------ | ------------------- | -------------- | ------------ | ------------ | ----------- | ----------- | ------ | ------ |
|                          | André Garron *      | DVD            | 2 552        | 46,08        | 2 708       | 49,37       | 26     | 7      |
|                          | Jean-Pierre Luquand | PS-PCF-EELV    | 1 129        | 20,39        | 1 201       | 21,89       | 3      | 1      |
|                          | René Grisolle       | DVD            | 937          | 16,92        | 746         | 13,60       | 2      |        |
|                          | Régis Chevrot       | FN             | 919          | 16,59        | 830         | 15,13       | 2      |        |
|                          |                     |                |              |              |             |             |        |        |
| Inscrits                 | Inscrits            | Inscrits       | 9 150        | 100,00       | 9 150       | 100,00      |        |        |
| Abstentions              | Abstentions         | Abstentions    | 3 513        | 38,39        | 3 587       | 39,20       |        |        |
| Votants                  | Votants             | Votants        | 5 637        | 61,61        | 5 563       | 60,80       |        |        |
| Blancs et nuls           | Blancs et nuls      | Blancs et nuls | 100          | 1,77         | 78          | 1,40        |        |        |
| Exprimés                 | Exprimés            | Exprimés       | 5 537        | 98,23        | 5 485       | 98,60       |        |        |
| * Liste du maire sortant |                     |                |              |              |             |             |        |        |

### Solliès-Toucas
- Maire sortant : Guy Menut (PS)
- 29 sièges à pourvoir au conseil municipal (population légale 2011 : 5 251 habitants)
- 4 sièges à pourvoir au conseil communautaire (CC de la Vallée du Gapeau)

| Tête de liste  | Tête de liste  | Liste          | Premier tour | Premier tour | Second tour | Second tour | Sièges | Sièges |
| Tête de liste  | Tête de liste  | Liste          | Voix         | %            | Voix        | %           | CM     | CC     |
| -------------- | -------------- | -------------- | ------------ | ------------ | ----------- | ----------- | ------ | ------ |
|                | François Amat  | PS             | 1 227        | 44,86        | 1 420       | 51,69       | 23     | 3      |
|                | Jules Gomboli  | UMP            | 836          | 30,56        | 847         | 30,83       | 4      | 1      |
|                | Jérôme Lévy    | DVD            | 672          | 24,57        | 480         | 17,47       | 2      |        |
|                |                |                |              |              |             |             |        |        |
| Inscrits       | Inscrits       | Inscrits       | 4 428        | 100,00       | 4 428       | 100,00      |        |        |
| Abstentions    | Abstentions    | Abstentions    | 1 599        | 36,11        | 1 614       | 36,45       |        |        |
| Votants        | Votants        | Votants        | 2 829        | 63,89        | 2 814       | 63,55       |        |        |
| Blancs et nuls | Blancs et nuls | Blancs et nuls | 94           | 3,32         | 67          | 2,38        |        |        |
| Exprimés       | Exprimés       | Exprimés       | 2 735        | 96,68        | 2 747       | 97,62       |        |        |

### Toulon
- Maire sortant : Hubert Falco (UMP)
- 59 sièges à pourvoir au conseil municipal (population légale 2011 : 163 974 habitants)
- 33 sièges à pourvoir au conseil communautaire (Métropole Toulon-Provence-Méditerranée)

|                          | Hubert Falco *    | UMP-UDI         | 32 583  | 59,26  | 50 | 28 |  |  |
|                          | Jean-Yves Waquet  | FN              | 11 257  | 20,47  | 6  | 4  |  |  |
|                          | Robert Alfonsi    | PS-PRG-EELV-MRC | 5 561   | 10,11  | 3  | 1  |  |  |
|                          | André De Ubeda    | FG-PCF-POC      | 2 205   | 4,01   |    |    |  |  |
|                          | Olivier Lesage    | AEI             | 1 678   | 3,05   |    |    |  |  |
|                          | Geneviève Esquier | EXD             | 1 246   | 2,26   |    |    |  |  |
|                          | Renée Defrance    | LO              | 447     | 0,81   |    |    |  |  |
|                          |                   |                 |         |        |    |    |  |  |
| Inscrits                 | Inscrits          | Inscrits        | 107 401 | 100,00 |    |    |  |  |
| Abstentions              | Abstentions       | Abstentions     | 51 314  | 47,78  |    |    |  |  |
| Votants                  | Votants           | Votants         | 56 087  | 52,22  |    |    |  |  |
| Blancs et nuls           | Blancs et nuls    | Blancs et nuls  | 1 110   | 1,98   |    |    |  |  |
| Exprimés                 | Exprimés          | Exprimés        | 54 977  | 98,02  |    |    |  |  |
| * Liste du maire sortant |                   |                 |         |        |    |    |  |  |

### Tourves
- Maire sortant : Paul Castellan
- 27 sièges à pourvoir au conseil municipal (population légale 2011 : 4 879 habitants)
- 5 sièges à pourvoir au conseil communautaire (CA de la Provence Verte)

|                          | Jean-Michel Constans | DVD            | 1 224 | 53,19  | 21 | 4 |  |  |
|                          | Paul Castellan *     | DVG            | 1 077 | 46,80  | 6  | 1 |  |  |
|                          |                      |                |       |        |    |   |  |  |
| Inscrits                 | Inscrits             | Inscrits       | 3 643 | 100,00 |    |   |  |  |
| Abstentions              | Abstentions          | Abstentions    | 1 247 | 34,23  |    |   |  |  |
| Votants                  | Votants              | Votants        | 2 396 | 65,77  |    |   |  |  |
| Blancs et nuls           | Blancs et nuls       | Blancs et nuls | 95    | 3,96   |    |   |  |  |
| Exprimés                 | Exprimés             | Exprimés       | 2 301 | 96,04  |    |   |  |  |
| * Liste du maire sortant |                      |                |       |        |    |   |  |  |

### Trans-en-Provence
- Maire sortant : Jacques Lecointe (UMP)
- 29 sièges à pourvoir au conseil municipal (population légale 2011 : 5 546 habitants)
- 3 sièges à pourvoir au conseil communautaire (CA Dracénie Provence Verdon agglomération)

| Tête de liste            | Tête de liste      | Liste          | Premier tour | Premier tour | Second tour | Second tour | Sièges | Sièges |
| Tête de liste            | Tête de liste      | Liste          | Voix         | %            | Voix        | %           | CM     | CC     |
| ------------------------ | ------------------ | -------------- | ------------ | ------------ | ----------- | ----------- | ------ | ------ |
|                          | Jacques Lecointe * | UMP            | 1 424        | 45,53        | 1 717       | 59,02       | 24     | 3      |
|                          | Roland Esteve      | DVD            | 554          | 17,71        |             |             |        |        |
|                          | Vincent Missud     | UDI            | 418          | 13,36        | 442         | 15,19       | 2      |        |
|                          | Hélène Blanc       | FG-PCF         | 210          | 6,71         |             |             |        |        |
|                          |                    |                |              |              |             |             |        |        |
| Inscrits                 | Inscrits           | Inscrits       | 4 565        | 100,00       | 4 565       | 100,00      |        |        |
| Abstentions              | Abstentions        | Abstentions    | 1 366        | 29,92        | 1 480       | 32,42       |        |        |
| Votants                  | Votants            | Votants        | 3 199        | 70,08        | 3 085       | 67,58       |        |        |
| Blancs et nuls           | Blancs et nuls     | Blancs et nuls | 72           | 2,25         | 176         | 5,71        |        |        |
| Exprimés                 | Exprimés           | Exprimés       | 3 127        | 97,75        | 2 909       | 94,29       |        |        |
| * Liste du maire sortant |                    |                |              |              |             |             |        |        |

### Le Val
- Maire sortant : Michèle Roattino
- 27 sièges à pourvoir au conseil municipal (population légale 2011 : 4 191 habitants)
- 5 sièges à pourvoir au conseil communautaire (CA de la Provence Verte)

| Tête de liste  | Tête de liste    | Liste          | Premier tour | Premier tour | Second tour | Second tour | Sièges | Sièges |
| Tête de liste  | Tête de liste    | Liste          | Voix         | %            | Voix        | %           | CM     | CC     |
| -------------- | ---------------- | -------------- | ------------ | ------------ | ----------- | ----------- | ------ | ------ |
|                | Bernard Saulnier | SE             | 852          | 37,81        | 938         | 40,83       | 20     | 4      |
|                | Jean-Pierre Siau | DVD            | 544          | 24,14        | 605         | 26,33       | 3      | 1      |
|                | Gilles Fournel   | FN             | 468          | 20,77        | 441         | 19,19       | 2      |        |
|                | Michel Pignol    | DVD            | 389          | 17,26        | 313         | 13,62       | 2      |        |
|                |                  |                |              |              |             |             |        |        |
| Inscrits       | Inscrits         | Inscrits       | 3 411        | 100,00       | 3 411       | 100,00      |        |        |
| Abstentions    | Abstentions      | Abstentions    | 1 077        | 31,57        | 1 055       | 30,93       |        |        |
| Votants        | Votants          | Votants        | 2 334        | 68,43        | 2 356       | 69,07       |        |        |
| Blancs et nuls | Blancs et nuls   | Blancs et nuls | 81           | 3,47         | 59          | 2,50        |        |        |
| Exprimés       | Exprimés         | Exprimés       | 2 253        | 96,53        | 2 297       | 97,50       |        |        |

### La Valette-du-Var
- Maire sortant : Christiane Hummel (UMP)
- 35 sièges à pourvoir au conseil municipal (population légale 2011 : 20 851 habitants)
- 4 sièges à pourvoir au conseil communautaire (Métropole Toulon-Provence-Méditerranée)

|                          | Christiane Hummel *   | UMP            | 5 501  | 55,85  | 28 | 4 |  |  |
|                          | Jean Pierre Ponzevera | FN             | 2 648  | 26,88  | 4  |   |  |  |
|                          | Guillaume Robaa       | DVG            | 1 699  | 17,25  | 3  |   |  |  |
|                          |                       |                |        |        |    |   |  |  |
| Inscrits                 | Inscrits              | Inscrits       | 16 747 | 100,00 |    |   |  |  |
| Abstentions              | Abstentions           | Abstentions    | 6 443  | 38,47  |    |   |  |  |
| Votants                  | Votants               | Votants        | 10 304 | 61,53  |    |   |  |  |
| Blancs et nuls           | Blancs et nuls        | Blancs et nuls | 456    | 4,43   |    |   |  |  |
| Exprimés                 | Exprimés              | Exprimés       | 9 848  | 95,57  |    |   |  |  |
| * Liste du maire sortant |                       |                |        |        |    |   |  |  |

### Vidauban
- Maire sortant : Claude Pianetti (UMP)
- 33 sièges à pourvoir au conseil municipal (population légale 2011 : 10 608 habitants)
- 6 sièges à pourvoir au conseil communautaire (CA Dracénie Provence Verdon agglomération)

|                          | Claude Pianetti * | UMP            | 2 732 | 55,34  | 27 | 5 |  |  |
|                          | Thierry Rudnik    | FN             | 1 339 | 27,12  | 4  | 1 |  |  |
|                          | Fabrice Gomez     | DVG            | 696   | 14,10  | 2  |   |  |  |
|                          | Michel Gueye      | DVG            | 169   | 3,42   |    |   |  |  |
|                          |                   |                |       |        |    |   |  |  |
| Inscrits                 | Inscrits          | Inscrits       | 7 570 | 100,00 |    |   |  |  |
| Abstentions              | Abstentions       | Abstentions    | 2 492 | 32,92  |    |   |  |  |
| Votants                  | Votants           | Votants        | 5 078 | 67,08  |    |   |  |  |
| Blancs et nuls           | Blancs et nuls    | Blancs et nuls | 142   | 2,80   |    |   |  |  |
| Exprimés                 | Exprimés          | Exprimés       | 4 936 | 97,20  |    |   |  |  |
| * Liste du maire sortant |                   |                |       |        |    |   |  |  |

### Vinon-sur-Verdon
- Maire sortant : Claude Cheilan
- 27 sièges à pourvoir au conseil municipal (population légale 2011 : 4 200 habitants)
- 3 sièges à pourvoir au conseil communautaire (CA Durance-Luberon-Verdon Agglomération)

|                          | Claude Cheilan *  | SE             | 1 475 | 64,49  | 23 | 2 |  |  |
|                          | Dominique Joubert | DVD            | 812   | 35,50  | 4  | 1 |  |  |
|                          |                   |                |       |        |    |   |  |  |
| Inscrits                 | Inscrits          | Inscrits       | 3 222 | 100,00 |    |   |  |  |
| Abstentions              | Abstentions       | Abstentions    | 859   | 26,66  |    |   |  |  |
| Votants                  | Votants           | Votants        | 2 363 | 73,34  |    |   |  |  |
| Blancs et nuls           | Blancs et nuls    | Blancs et nuls | 76    | 3,22   |    |   |  |  |
| Exprimés                 | Exprimés          | Exprimés       | 2 287 | 96,78  |    |   |  |  |
| * Liste du maire sortant |                   |                |       |        |    |   |  |  |